# Рокитне (Білоцерківський район)
Рокитне — селище в Україні, центр Рокитнянської селищної громади Білоцерківського району Київської області.

## Географічне розташування
Рокитне розташоване на обох берегах річки Рокитна, біля місця її впадіння в Рось. Із заходу та з півдня селище оточене змішаними лісами.
Через Рокитне проходить залізниця Біла Церква — Миронівка. Найближча залізнична станція Рокитне.
З Рокитного ведуть асфальтовані дороги в Білу Церкву, Узин, Бакумівку, Карапиші, Синяву.

## Населення
За даними всеукраїнського перепису населення 2001 року, у селі мешкало 13690 особи.

### Чисельність
| 1959     | 1970     | 1979     | 1989     | 2001     |
| -------- | -------- | -------- | -------- | -------- |
| ▲ 4 814  | ▲ 5 424  | ▲ 13 044 | ▲ 14 552 | ▼ 13 790 |
| 2003     | 2004     | 2005     | 2006     | 2007     |
| ▼ 13 481 | ▼ 13 165 | ▼ 12 847 | ▼ 12 555 | ▼ 12 252 |
| 2008     | 2009     | 2010     | 2011     | 2012     |
| ▼ 11 961 | ▼ 11 766 | ▼ 11 550 | ▼ 11 467 | ▬ 11 484 |
| 2013     | 2014     | 2015     | 2016     | 2017     |
| ▼ 11 395 | ▼ 11 371 | ▼ 11 305 | ▼ 11 253 | ▼ 11 154 |
| 2018     | 2019     | 2020     | 2021     | 2022     |
| ▼ 11 103 | ▼ 10 938 | ▼ 10 733 | ▼ 10 605 | ▼ 10 395 |

### Мова
Розподіл населення за рідною мовою за даними перепису 2001 року був наступним:
| українська | 13273 | 96,95 |
| російська  | 379   | 2,77  |
| білоруська | 16    | 0,12  |
| молдавська | 2     | 0,02  |
| вірменська | 3     | 0,02  |
| румунська  | 1     | 0,01  |
| болгарська | 2     | 0,02  |
| інші       | 14    | 0,09  |

## Топоніми
Назва селища походить від слова «рокита» — верболіз. З такою ж назвою є населені пункти в Рівненській, Львівській та Харківській областях.

## Історія

### Річ Посполита
Вперше Рокитне згадується в письмових джерелах XV століття. Селище дуже постраждало від монгольської навали. У другій половині XVI століття в Рокитному проживало українське козацтво. 1590 року гетьман реєстрового козацтва Криштоф Косинський, разом з іншими представниками козацької старшини, одержав від короля в дарунок маєток Рокитне (іноді саме цей документ вважають за першу згадку про Рокитне в письмових джерелах). У 1591—1593 роках Рокитне стало місцем козацько-селянського антипольського повстання, яке почалося через особистий конфлікт за права на Рокитне між Криштофом Косинським і білоцерківським старостою Янушем Острозьким.

### Гетьманщина
За часів Гетьманщини Рокитне було польським прикордонним містечком. Належало Браницьким, маєток яких розташовувався на Божій горі (місце, де у IV столітті був підступно вбитий Бож, вождь племінного союзу антів), що між Рокитним та Ольшаницею. Від 1654 року Рокитне було сотенним містом Канівського полку (за іншими даними — Білоцерківського полку). 16 березня 1664 року в Рокитному був страчений гетьман Війська Запорозького Іван Виговський. 1686 року Рокитне відійшло до Речі Посполитої, під владою якої залишалось понад століття.
1711 року Рокитне було зайнято армією гетьмана Пилипа Орлика, під час його походу на Правобережжя проти російської влади.

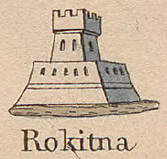
Рокитне на мапі Зигмунда Герстмана

### Російська імперія
Після другого поділу Речі Посполитої, 1793 року, Рокитнянщина увійшла до складу Російської імперії та стала частиною Васильківського повіту Київської губернії. На цей час населення Рокитного становило близько 5000 осіб.
27 січня 1826 року в Рокитному був заарештований активний член Товариства об'єднаних слов'ян підполковник Олександр Берстель. 1850-ті та перша половина 1860-х років на Рокитнянщині характерні численними селянськими бунтами. Після селянської реформи 1861 року в Рокитному прискорився розвиток промислового виробництва. На початку XX століття в містечку було понад 20 дрібних підприємств, 10 кузень та понад 100 крамниць. Згідно з першим загальним переписом населення Російської імперії 1897 року в Рокитному нараховувалось 864 двори з населенням 5625 осіб.

### Визвольні змагання 1917—1921 років
Згідно з даними, які є в Центральному державному архіві громадських об'єднань України, в цей період на території Рокитного діяли угрупування отаманів Тютюника та Зеленого. У цій архівній установі зберігається декілька телеграм надісланих із Рокитного до органів центральної влади в яких йдеться про те, що місцева влада намагається нейтралізувати та знешкодити банду «Зеленого».
Влітку 1920 року на території району починає встановлюватись радянська влада, перші кроки якої викликали невдоволення та повстання серед селян.

### Радянський період
У 1921 році Рокитнянська волость входила до Білоцерківського повіту Київської губернії.
Постановою Всеукраїнського Центрального виконавчого комітету від 7 березня 1923 року був створений Рокитнянський район, а Рокитне стало його адміністративним центром. У 1929—1930 роках на Рокитнянщині пройшла суцільна колективізація. У цей саме час був знищений римо-католицький костел, що розташовувався на сучасній вулиці Садовій (нині на його місці дитячо-юнацька спортивна школа). Наслідком державної аграрної політики став голод 1932-33 років. Рокитнянський район належить до територій, що найбільше постраждали від голоду.
7 березня 1946 року Указом Президії Верховної Ради УРСР «Про збереження історичних найменувань та уточнення і впорядкування існуючих назв сільських рад і населених пунктів Київської області» перейменовано декілька населених пунктів та сільських рад. Так, село Вінцетівка перейменовано на с. Запруддя, Вінцетівську сільську раду на Запрудянську; село Пруси — на с. Бушеве, а Прусівську сільську раду на Бушівську; село Юзефівка — на с. Йосипівка, а Юзефівську сільська рада в Йосипівську.
10 серпня 1954 року був виданий Указ Президії Верховної Ради УРСР «Про укрупнення сільських рад депутатів трудящих в Київській області» відповідно до якого Пугачівська та Бирюківська сільські ради — на Бирюківську сільську раду з центром у с. Бирюки; Йосипівська та Рокитнянська сільські ради — на Рокитнянську сільську раду з центром у с. Рокитне; Савинецька та Ворошилівська сільські ради — на Ворошилівську сільську раду з центром у с. Ворошилове; Бакумівська та Ромашківська сільські ради — на Ромашківську сільську раду з центром у с. Ромашки; Бушівська та Ольшаницька сільські ради — на Ольшаницьку сільську раду з центром у с. Ольшаниця; Маківська та Запрудянська сільські ради — на Запрудянську сільську раду з центром у с. Запруддя; Довгалівська та Насташівська сільські ради — у Насташівську сільську раду з центром у с. Насташка.
Від кінця липня 1941 року й до 25 січня 1944 року Рокитнянщина перебувала під німецькою окупацією, у складі утвореного окупаційною владою Білоцерківського гебіту. Повоєнна відбудова відбувалася повільними темпами. У 1950—1960-х роках пройшли процеси укрупнення сільськогосподарських підприємств, відкрилося декілька нових промислових об'єктів. У 1970–1980-ті роках збудовано дві школи, ПТУ, три дитячих садки, поліклініка, банк.
У 1972 році підміське село с. Мовчанівка приєднане до Рокитного.

### Незалежна Україна
1990-ті роки для Рокитного, як і для всієї України, стали перехідним періодом і відзначилися реформуванням усіх галузей господарства.

## Економіка
В селищі діє декілька підприємств, зокрема:
- ПП «Сімол» (колишнє ЗАТ «Рокитнянський маслозавод») — випуск та продаж широкого асортименту молочної продукції (кефір, масло, молоко, ряжанка, сметана тощо)[24].
- ТДВ «Синявське» — підприємство, яке займається вирощування зернових та технічних культур[25].
- СТОВ «Нива» — зерно-бурякове господарство з розвинутим тваринництвом[26].

2 лютого 2024 року Кабінет Міністрів України вніс до реєстру індустріальний парк «УНІВЕРСАЛ ІНДАСТРІ», який розташовано на території селища Рокитне.

## Спорт
Історія міського фізкультурно-спортивного руху на Рокитнянщині починається з кінця 1930-х років минулого століття. Його центром був Синявський цукровий завод. Спортивна робота на підприємстві пов'язувалася з іменем Івана Андрійовича Міуса, неодноразового переможця і призера різноманітних міжнародних змагань з боротьби, Майстра спорту СРСР.
Німецько-радянська війна 1941—1945 років завадила розвитку спорту у районі, але вже у червні 1949 року у селищі Рокитне силами працівників місцевих установ, організацій та установ, на території колишнього римо-католицького кладовища, збудовано стадіон, який після утворення районного спортивного товариства «Колгоспник» («Колос») був переданий на його баланс.
У 1950-х роках повсюди відбулося становлення сільських колективів фізичної культури. Так, синявець Микола Клименко у складі збірної команди України виборов чемпіонство на Спартакіаді народів СРСР в естафеті 4×100 м. Житель села Острів Борис Першин грав за футбольну команду майстрів «Трактор» (м. Сталінград) та був лідером тогочасної футбольної команди селища.
Розквіт «колосівського» руху припав на 1960-1970-ті роки минулого століття. У селах району були побудовані нові школи, а з ними й спортивні зали та майданчики. З'явилися вони і при будинках культури у селах Житні Гори, Бирюки, Синявського бурякорадгоспу та Рокитнянського цукрозаводу. Заявили про себе нові потужні колективи фізичної культури (на ТОВБМІКу, цукрозаводі і Синявському бурякорадгоспі та ін.).
На всю Україну гриміла слава про колектив фізкультури колгоспу імені Леніна (с. Житні Гори) та його інструктора зі спорту Володимира Терентійовича Кисленка. Колектив неодноразово був нагороджений перехідним Червоним прапором ДСТ «Колос», а досвід його діяльності поширений в Україні. У 1974 році житньогірських спортсменів відвідав тодішній голова Центральної ради ДСТ «Колос» С. С. Попов.
Під керівництвом легендарного тренера Федора Підпузька плідно працювала кінно-спортивна школа, яка перебралася у райцентр і стала на той час однією з найкращих в Україні.
У 1972 році у Рокитному було реконструйовано стадіон «Колос» й проведено обласну «колосівську» спартакіаду. Згодом район приймав спартакіаду облміжколгоспбуду. Її переможцем став колектив фізкультури Рокитнянського ТОВБМІКу.
У будівельному об'єднанні також створили футбольну команду «Будівельник», яка протягом багатьох років була однією з найкращих команд Київщини, учасницею Всеукраїнських змагань товариства «Колос», чемпіоном області серед ветеранів.
Благодатна рокитнянська земля продовжувала «врожаїтися» великими спортивними талантами.
Уродженець села Насташка Степан Старінський досяг значних успіхів на міжнародній арені з кульової стрільби. Майстер спорту Міжнародного класу, він здобув понад 200 медалей різного світового гатунку, подолав рубіж світового рекорду. Нині Степан Старінський є головним тренером збірної команди України, яка досягла неабияких успіхів на останніх літніх Олімпійських іграх у Пекіні. Анатолій Жданов — неодноразовий переможець і призер всесоюзних змагань з кінного спорту. Раїса Романчук з Житніх Гір — переможець всеукраїнських та призер всесоюзних змагань з лижних гонок та легкої атлетики. Юрій Полубок — призер чемпіонату України з марафонського бігу. Тамара Солодовнік з Острова — гравець гандбольної команди майстрів.
Великого значення надавалося у той час кадровим питанням. Практично у кожному сільському колективі фізкультури працювали інструктори зі спорту.
Майже 40 років трудився у районній раді «Колос» Петро Юхимович Левінтант. Ще замолоду він уподобав спорт. Був хорошим штангістом, легкоатлетом, організатором. Сказав би, що Петро Юхимович являв собою цілу епоху фізкультурно-спортивного руху на Рокитнянщині. Сьогодні на честь цього спортсмена у районі проводяться щорічні змагання.
Нелегкі 90-ті роки XX століття виявилися дуже непростими у політичному й економічному відношенні. Розпад СРСР, становлення нової суверенної держави Україна, перебудова усіх сфер життя, зміна форми власності і т. д. — усе це боляче вдарило по фізичній культурі і спорту.
Припинила свою діяльність «колосівська» ДЮСШ. Бездіяльними ставали сільські колективи фізкультури, скорочувалися ставки інструкторів зі спорту та тренерів. Не проводилися районні змагання. Але і в цих умовах сільське населення району продовжувало займатися спортом. Успіху на міжнародній арені досягла біатлоністка Тетяна Водоп'янова, яка неодноразово піднімалася на подіум світових та європейських чемпіонатів, була учасницею двох олімпіад у Ногано та Лейк-Плесіді.
Кандидатом до збірної команди України з вільної боротьби став неодноразовий призер Всеукраїнських змагань Василь Лазоренко з Ольшаниці.
З початком нового століття на Рокитнянщині поступово почав відроджуватися сільський спортивний рух. Вже з 2000 року, завдяки старанням Миколи Поночовного, проводяться змагання з великого футболу на кубок Бориса Першина, спочатку за участю чотирьох команд: «Синявське», цукрозаводу, Острова, Ольшаниці, а надалі за участю команд майже з кожного населеного пункту району. Згодом відбулися спартакіади територіальних громад сільських рад, інші змагання.
Запрацювала районна рада «Колос» та сільські колективи фізкультури. Поступово збільшувався штат працівників райради «Колос» та інструкторів зі спортивної роботи. У період з 2005 року робота Рокитнянської районної організації в ФСТ «Колос» спрямовувалася на подальше вдосконалення різноманітних форм фізкультурно-оздоровчої та спортивної роботи на селі.
Було створено 18 сільських фізкультурно-спортивних клубів. Серед найкращих — клуби ВАТ «Синявське», «Рокитне», «Синява», «Житні Гори», ТОВ «Рокитнехлібопродукт». На достатньому рівні працювали ФСК «Савинці», «Запруддя», «Луб'янка», «Острів», «Ромашки». Особливо активно розвивався новоутворений клуб «Рокитнехлібопродукт» (керівник М. Заєць), де обладнано прекрасний шашково-шаховий клуб у Синяві, будується свій стадіон, створено хороші футбольні та волейбольні команди.
Прекрасна спортивна база у ВАТ «Синявське» (керівник 0. Литвин). До послуг працівників товариства стадіон, тенісний корт, тренажерний зал, відновлювальний центр, спортмайданчики на відділках товариства. Клуб має традиційно сильні команди з усіх видів спорту, що розвиваються у районі.
У с. Житні Гори започаткували і проводять шашковий турнір, присвячений пам'яті кандидата у Майстри спорту Миколи Мельника. З кожним роком турнір стає все популярнішим.
У селі Луб'янка силами СТОВ «Обрій» (керівник О. Соколенко) приділяється велика увага розвитку дитячого футболу. Команди товариства — неодноразові призери обласних змагань та учасники міжнародних турнірів. За сприяння товариства у районі проводиться дитячий футбольний турнір «Кубок Надросся» за участю команд з Вінниці, Києва, Одеси, Житомира, Керчі та інших.
Значних успіхів на Всеукраїнській та міжнародній аренах досягли молоді сільські спортсмени Рокитнянщини.
Так, Катерина Григоренко (с. Острів) — учасниця уже двох зимових Олімпійських ігор у Турині і Ванкувері. Олександра Григоренко (с. Бирюки) — кандидат до збірної України з лижних гонок. Неабиякі результати демонструють Іванна Поповиченко (с. Ольшаниця) та Надія Сатир (с. Синява) — велоспорт. Інна Бабенко, Олександр Челенко (с. Насташка), Яна Павленко (с. Житні Гори), Юлія Каралкіна (с. Телешівка) — лижні гонки, Марія Окладна (с. Ромашки) — лижні гонки, легка атлетика. Всі вони — кандидати до різних збірних команд України.
Останнім часом рокитнянська організація ВФСТ «Колос» організувала і провела ряд спортивно-масових заходів. Зокрема: районні змагання з волейболу, серед переможців яких — команди «Рокитнехлібопродукт», ВАТ «Синявське», м. Узин, зимова спартакіада працівників сільського господарства (переможці — команди ВАТ «Синявське», ТОВ "АФ «Рокитнецукор», ТОВ «Рокитнехлібопродукт»); шаховий турнір пам'яті Петра Солов'я — багаторічного керівника колишнього колгоспу імені Кірова с. Синява (переможці — команди ТОВ «Рокитнехлібопродукт», міст Миронівка і Тараща); шашковий турнір пам'яті М. Мельника у Житніх Горах в обласному заліку (переможці — представники міст Ірпеня, Іванкова, Борисполя, села Житні Гори та селища Рокитне); кубок Бориса Першина з великого футболу (переможці команди «Рокитнехлібопродукт», «Рокитнецукор», ВАТ «Синявське», «Співдружність»).

## Пам'ятки
У Рокитнянському районі на обліку знаходиться 38 пам'яток історії та культури, з них: археології — 6, історії — 23, мистецтва — 3, архітектури — 6.
Із архітектурних споруд, розміщених на території району, 5 занесені до Державного реєстру та включені в Державний каталог, як пам'ятки історії та культури: Троїцька церква в с. Бушево (1750 рік, дерев'яна) — включена до туристичного маршруту по р. Рось; Михайлівська церква із дзвіницею в с. Острів (1740 рік, дерев'яна) — включена до туристичного маршруту по р. Рось; Церква Йосипа Обручника (с. Житні Гори, 1756 рік, дерев'яна); Миколаївська церква у с. Синява (1730 рік, дерев'яна козацька Церква, яку відвідував Богдан Хмельницький) — включена до туристичного маршруту по р. Рось; Покровська церква у с. Ромашки (1843 рік, кам'яна, зразок пізнього класицизму).
На території району є археологічні пам'ятки: залишки змієвих валів, оборонних укріплень часів Київської Русі (урочище Піщане, смт Рокитне); залишки літописного міста Торчеськ (XI—XIII ст.) — столиці Пороського удільного князівства; залишки 11 курганів часів черняхівської культури.

## Бази відпочинку
- Дубова Роща
- Росток
- «Діброва» Білоцерківського УВП УТОС
- садиба «Затишок»
- приватна міні-база біля р. Рось
- Лісотель
- Лісова казка

## Відомі люди
- Білобров Юрій Вікторович — капітан Збройних сил України, учасник російсько-української війни. Загинув 14 липня 2014 року в боях під Луганськом.
- Водоп'янова Тетяна Юріївна — уродженка Рокитного, вихованка Рокитнянської ДЮСШ, біатлоністка, чемпіонка Європи, призерка чемпіонату світу, учасниця Зимових Олімпійських ігор у Нагано (1998).
- Головко Леонід Васильович — підполковник Армії УНР.
- Гутаревич Юрій Феодосійович (нар. 1940) — фахівець у галузі механіки автомобільного транспорту. Доктор технічних наук, професор, заслужений діяч науки і техніки України.
- Зінич Ігор Вікторович — медик 80-ї аеромобільної бригади, учасник російсько-української війни, Герой України. Загинув 20 січня 2015 року в боях за Донецький аеропорт.
- Карасьов Володимир Сергійович (1934—1993) — український науковець-матеріалознавець радіаційного напряму, фізик-ядерник, доктор фізико-математичних наук.
- Квурт Володимир Леонідович (нар. 1967) — український громадсько-політичний діяч. Міський голова Винників у 2015—2020 роках[28]. Уродженець с. Мовчанівка, приєднаного до Рокитного у 1972 році.
- Козловський Василь Іванович (1920—1997) — радянський льотчик-штурмовик, Герой Радянського Союзу (1944).
- Лісовол Дмитро Олександрович (1987—2019) — старший солдат Збройних сил України, учасник російсько-української війни[29].
- Сорокодзюба Іван Михайлович (1976—2015) — старший солдат Збройних сил України, учасник російсько-української війни.
- Томашевич Дмитро Людвігович (1899—1974) — радянський авіаконструктор, професор (1962), доктор технічних наук (1961).
- Шилімова Олена  Аполлінаріївна (нар. 1927) — українська скульпторка.

## Галерея

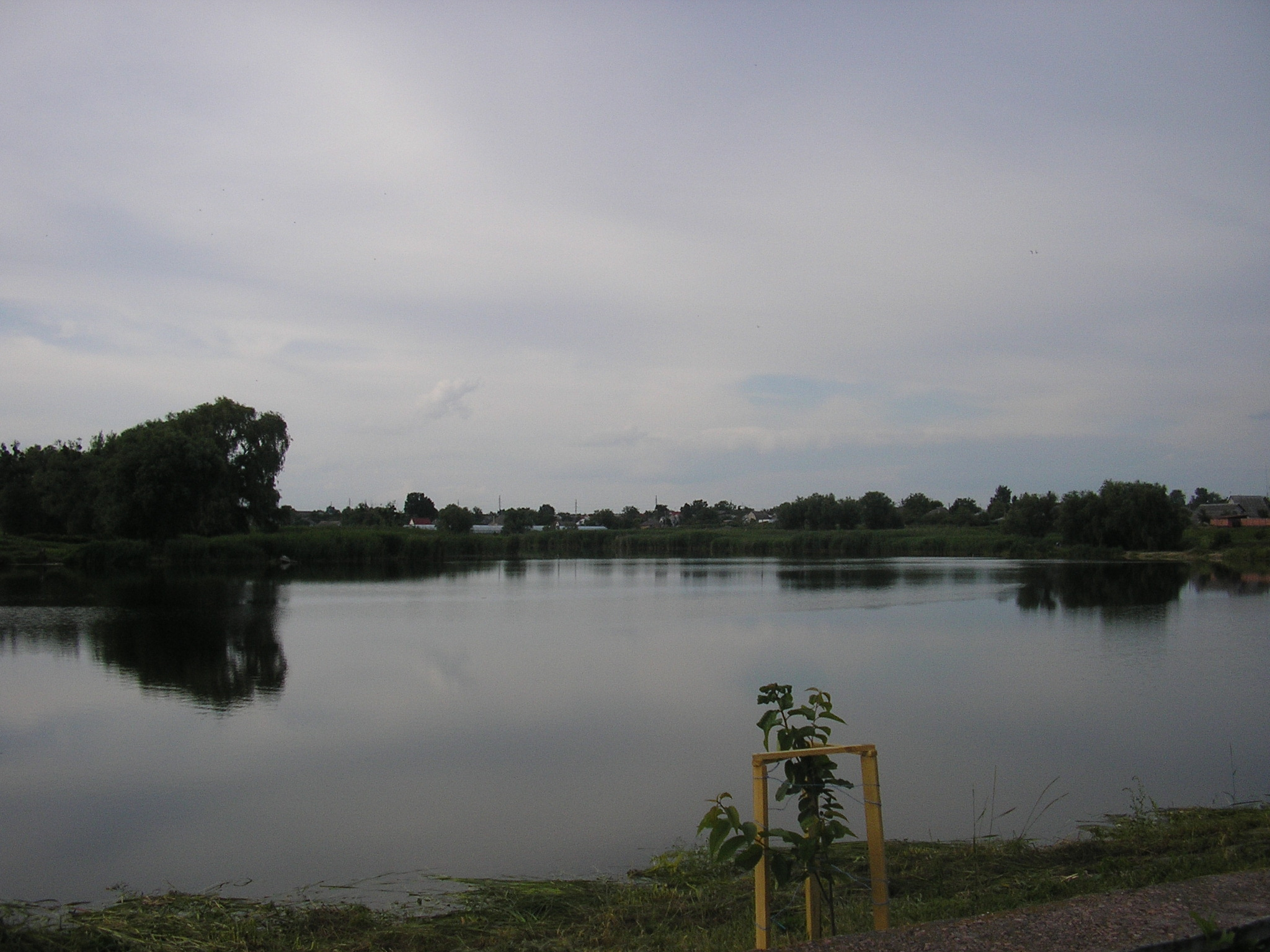
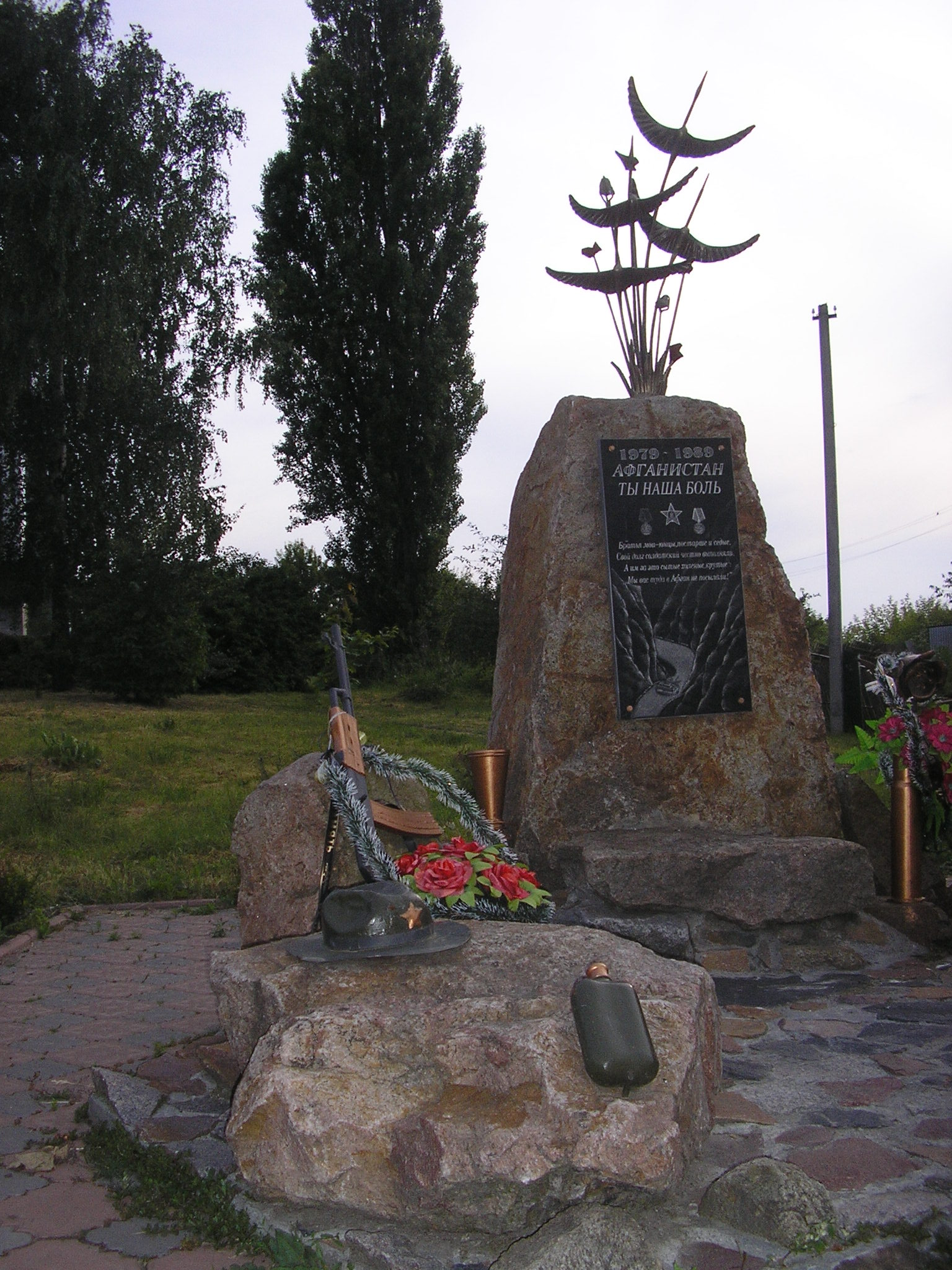
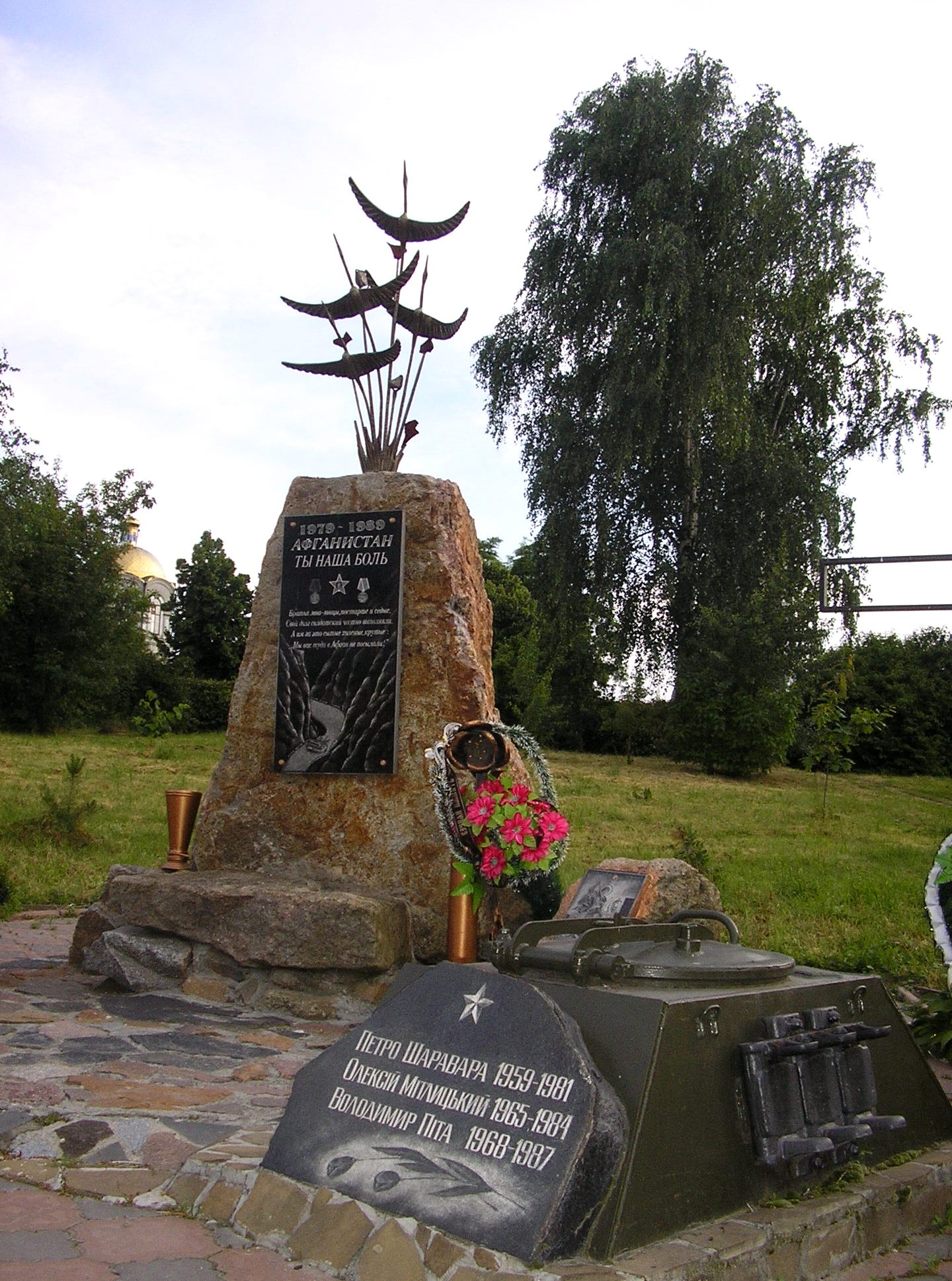
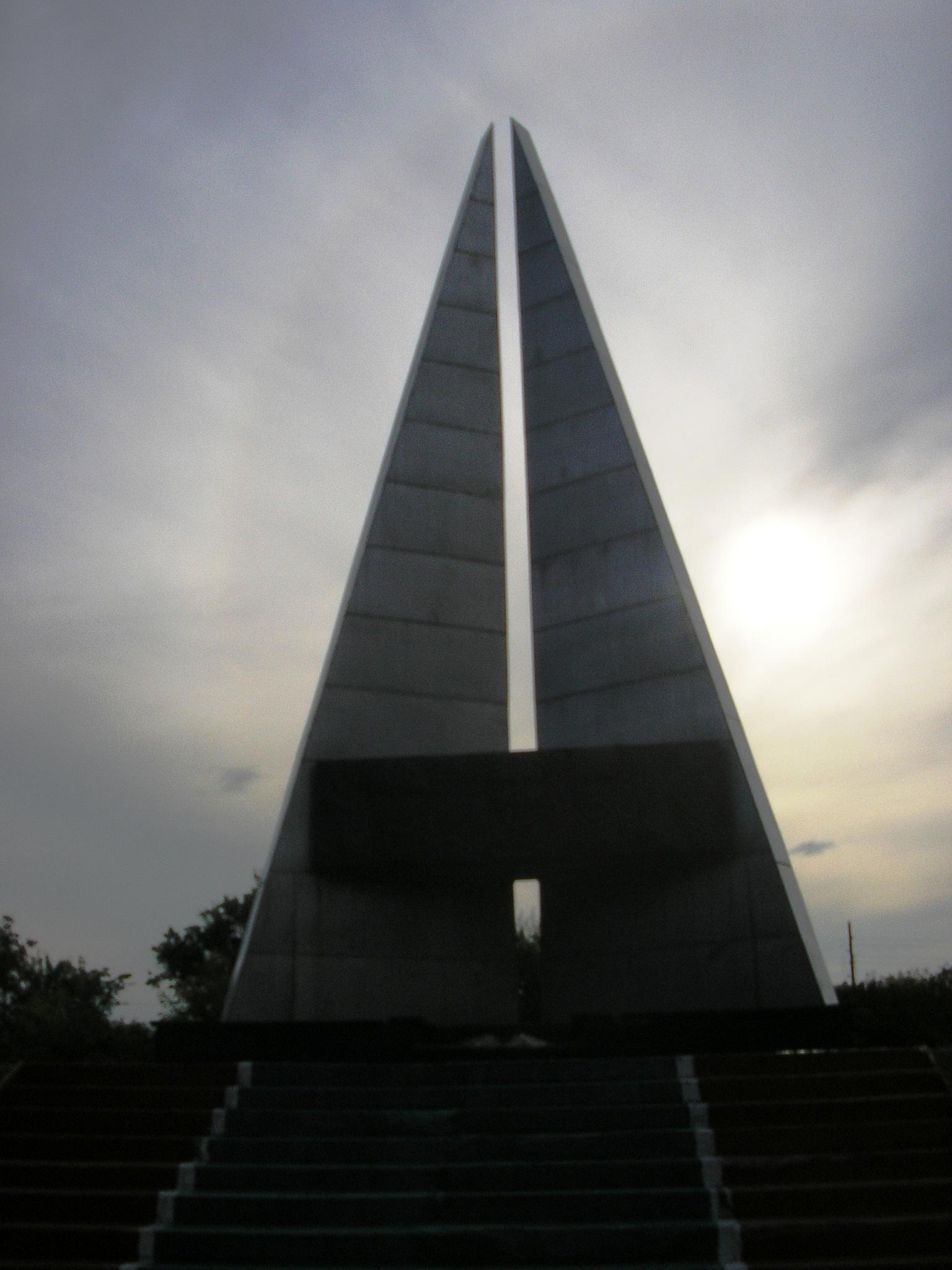
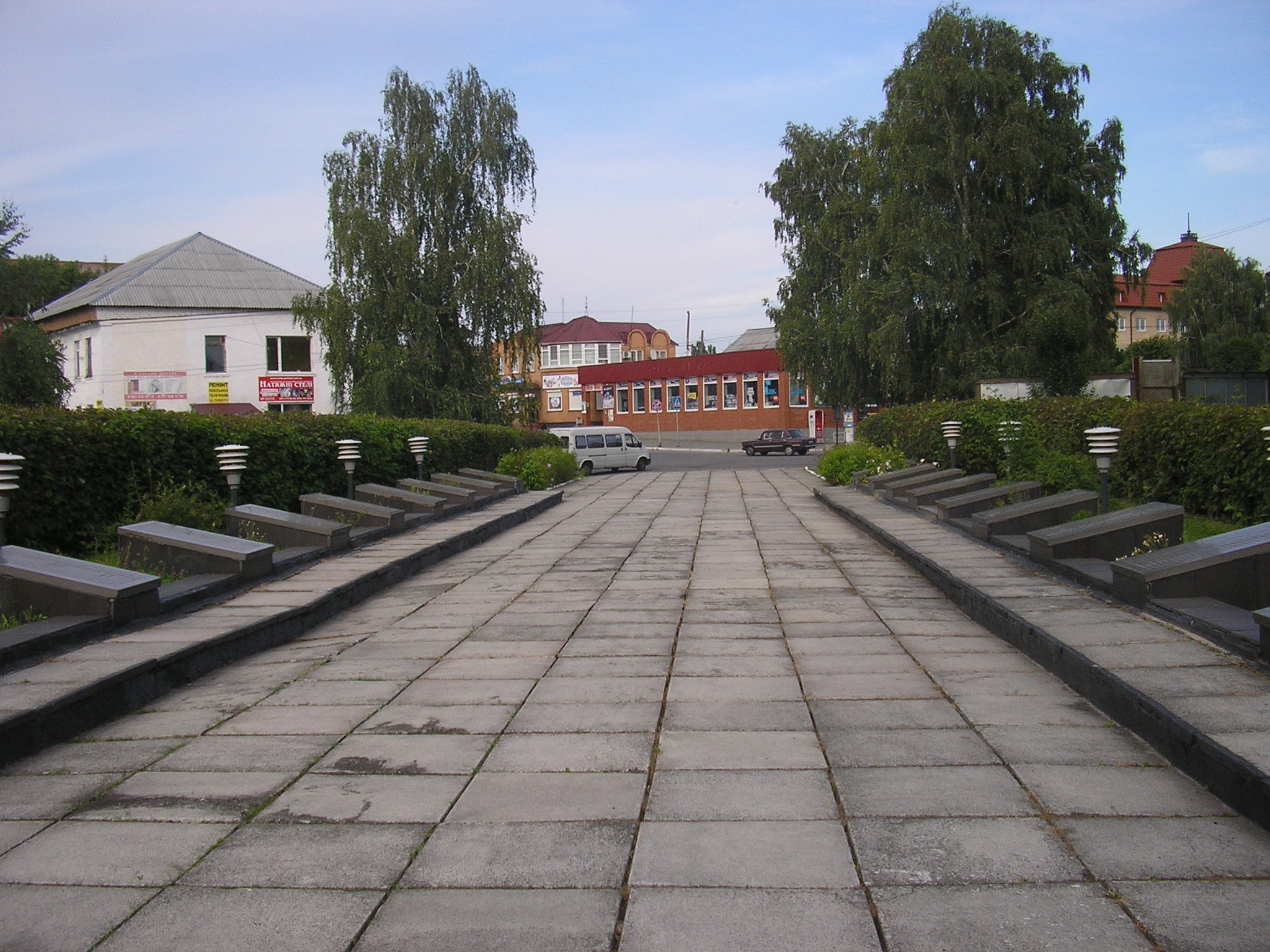
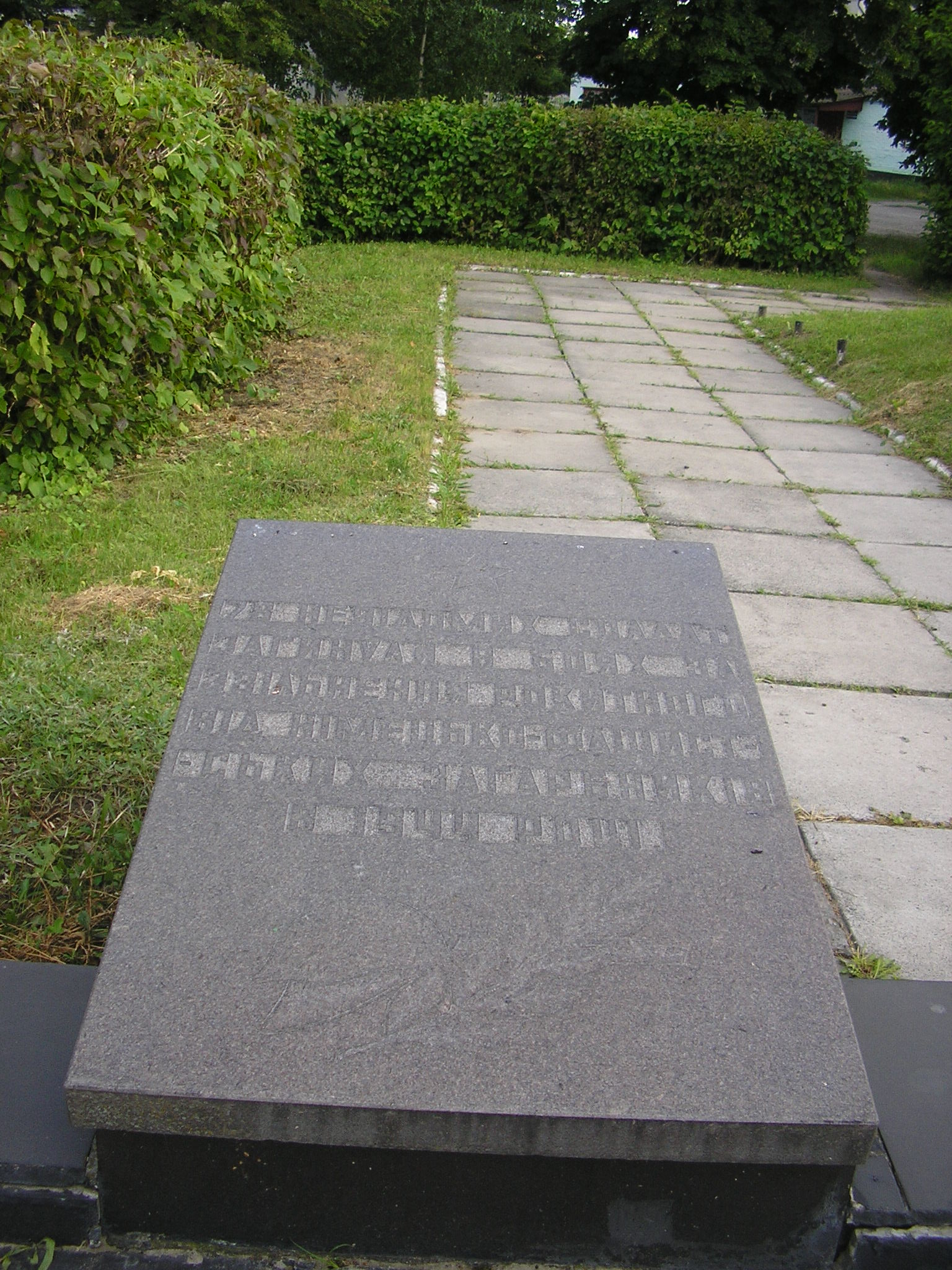
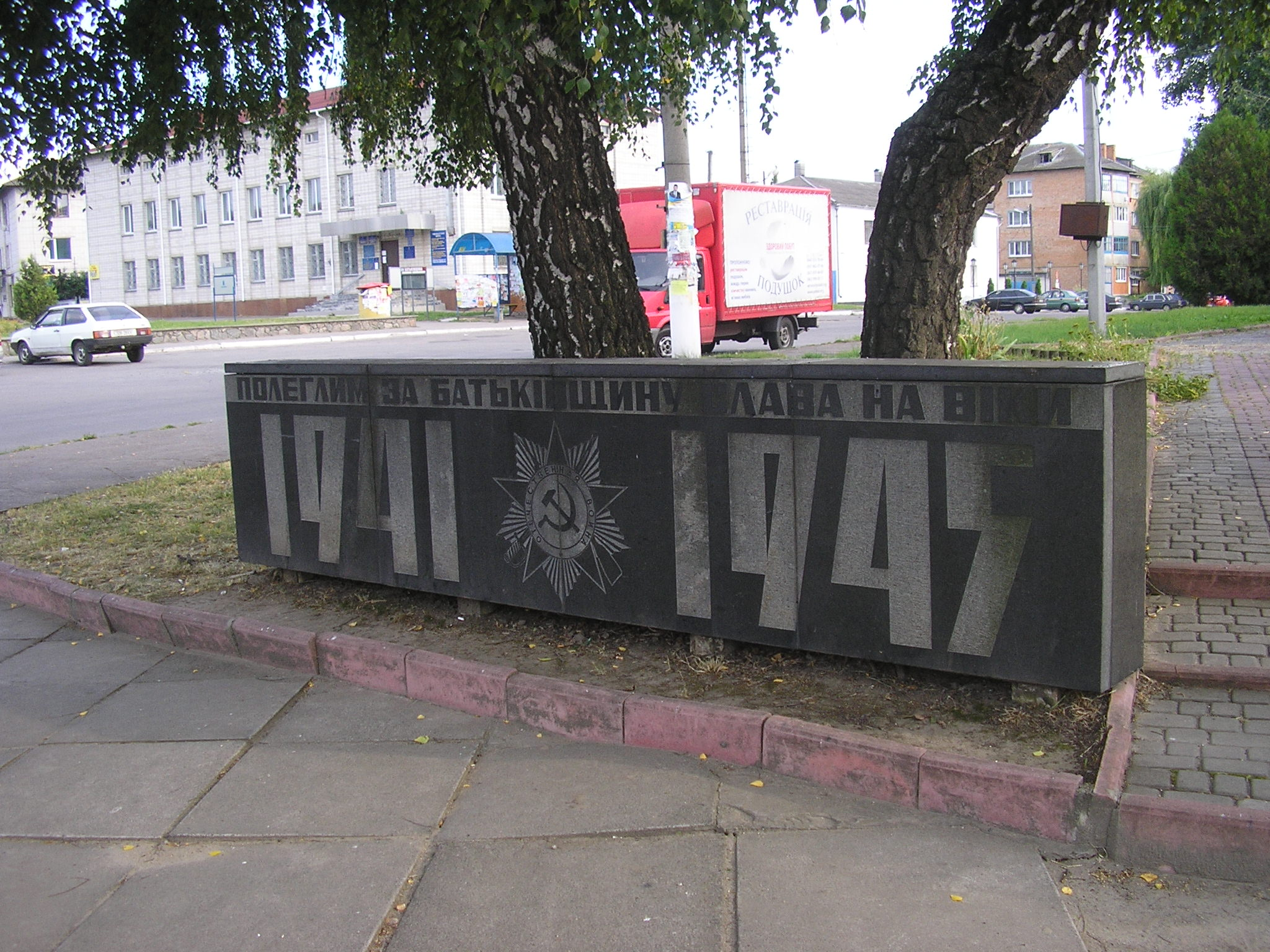
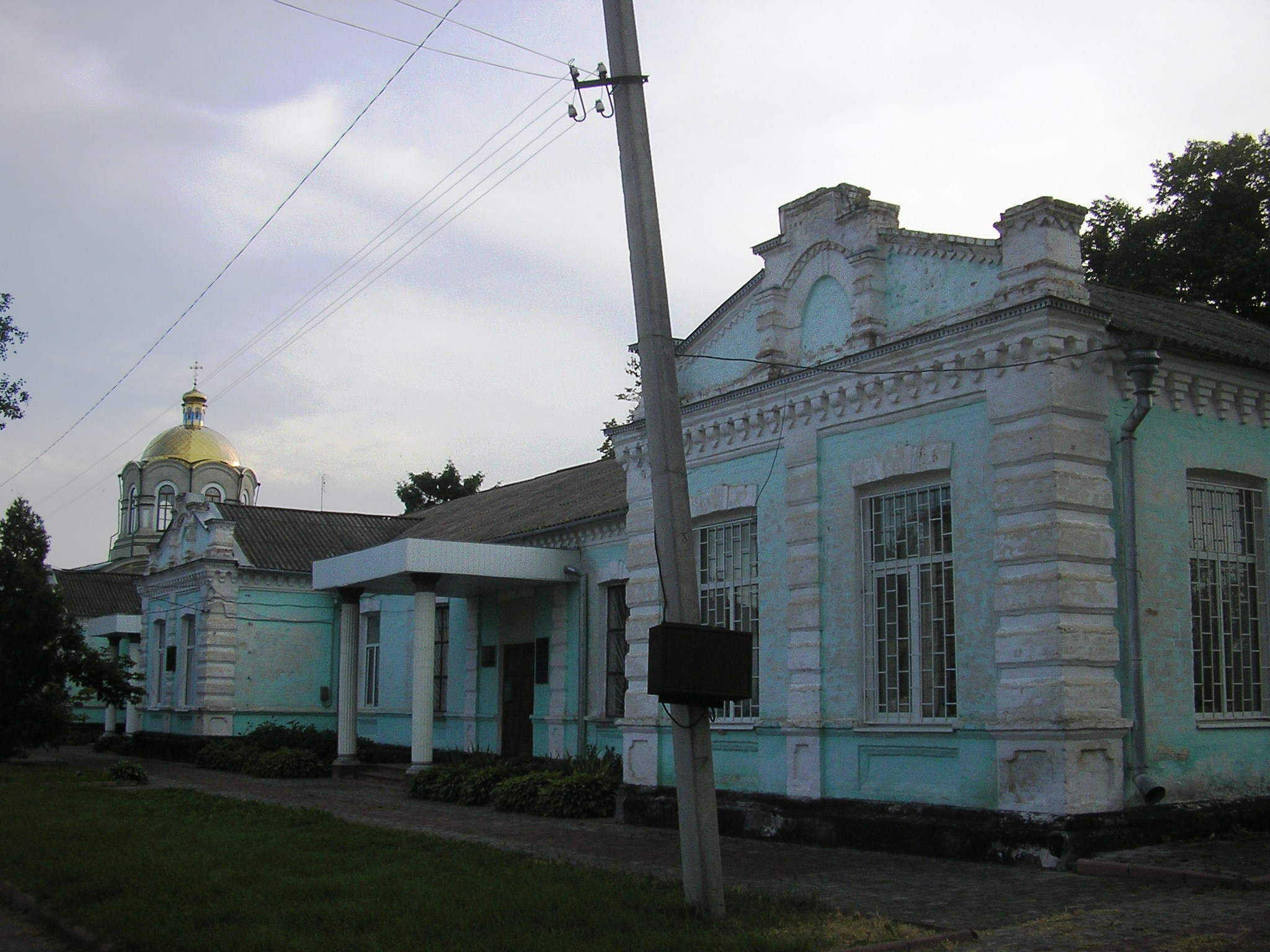
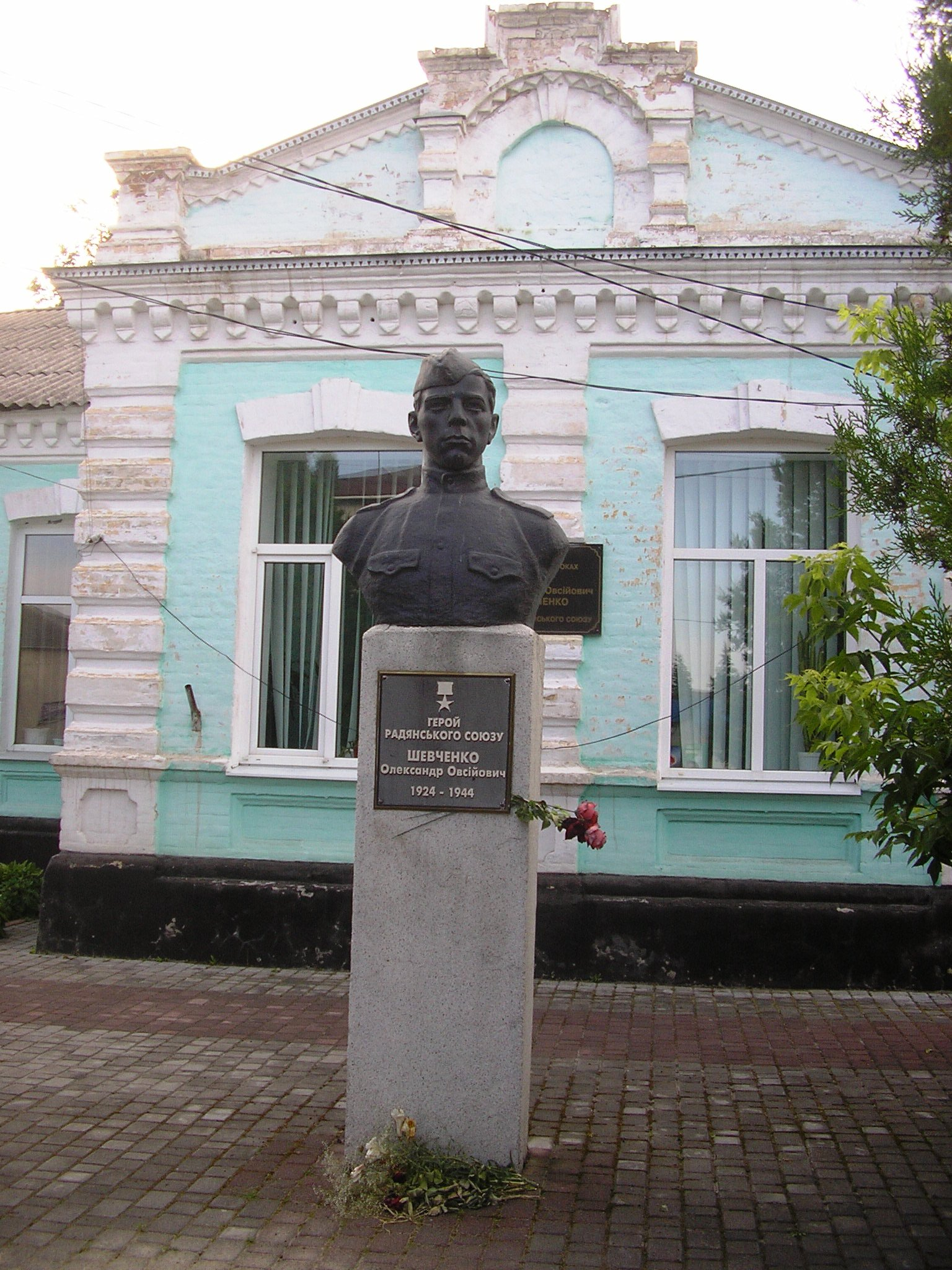
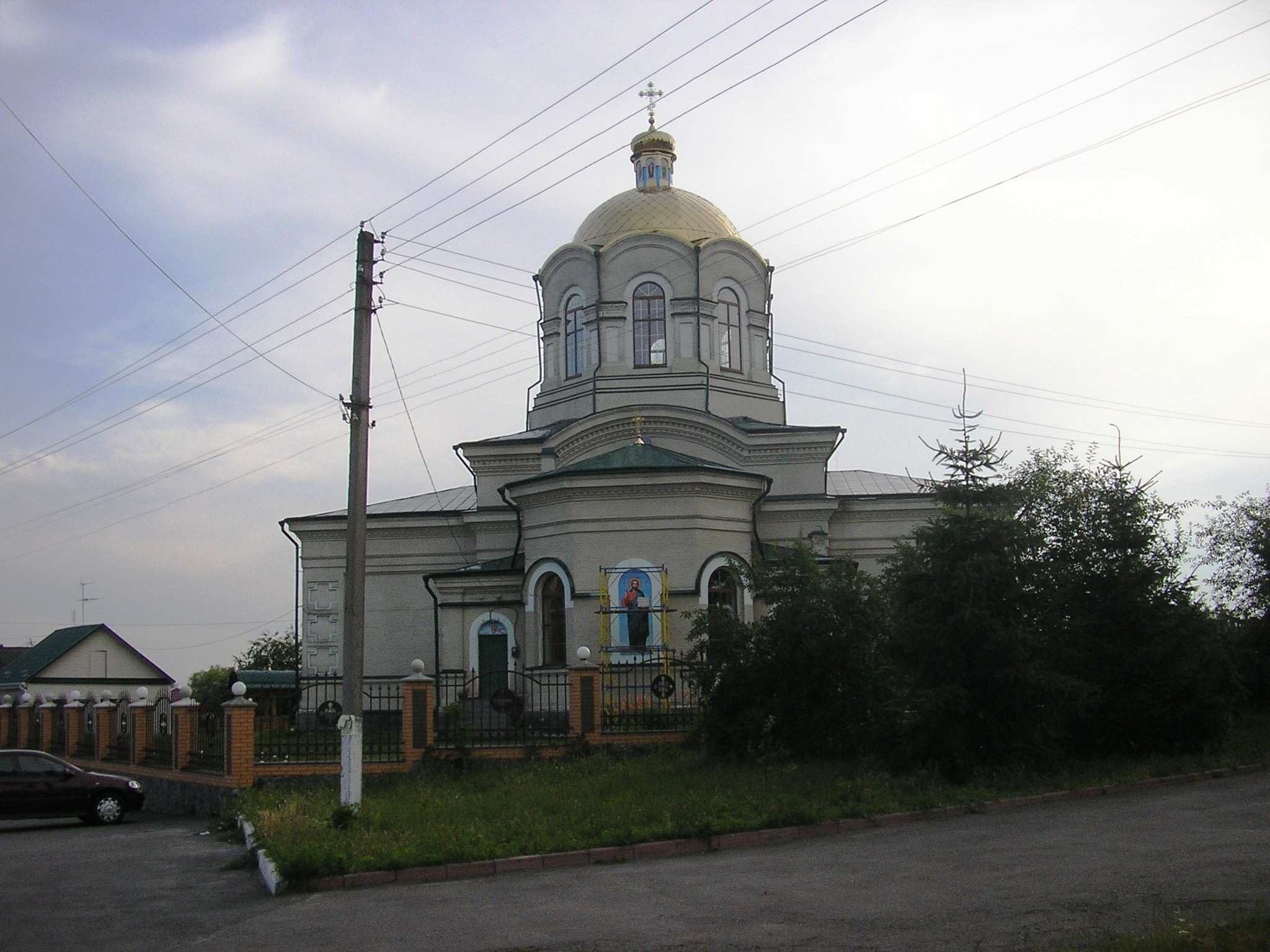
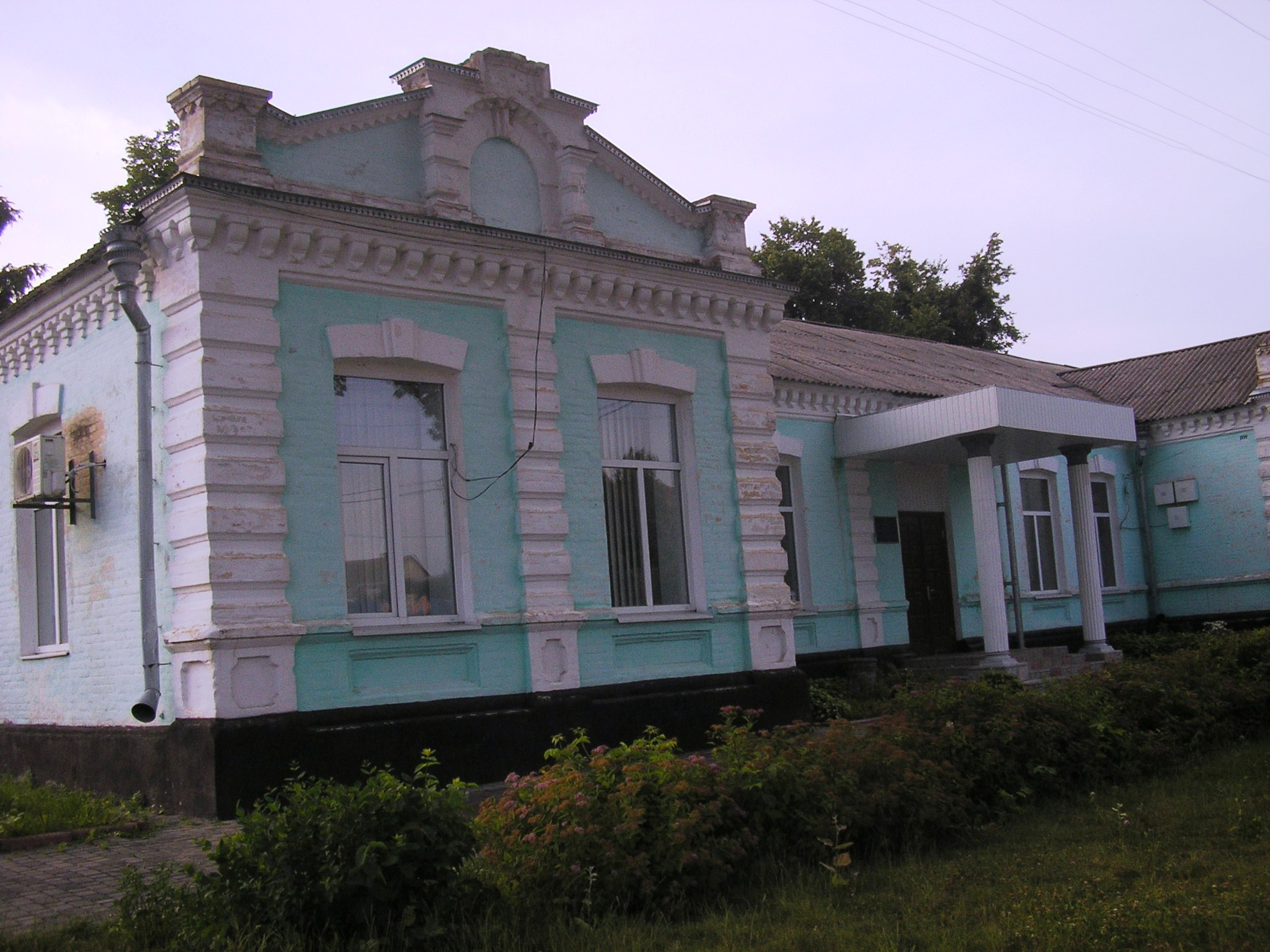
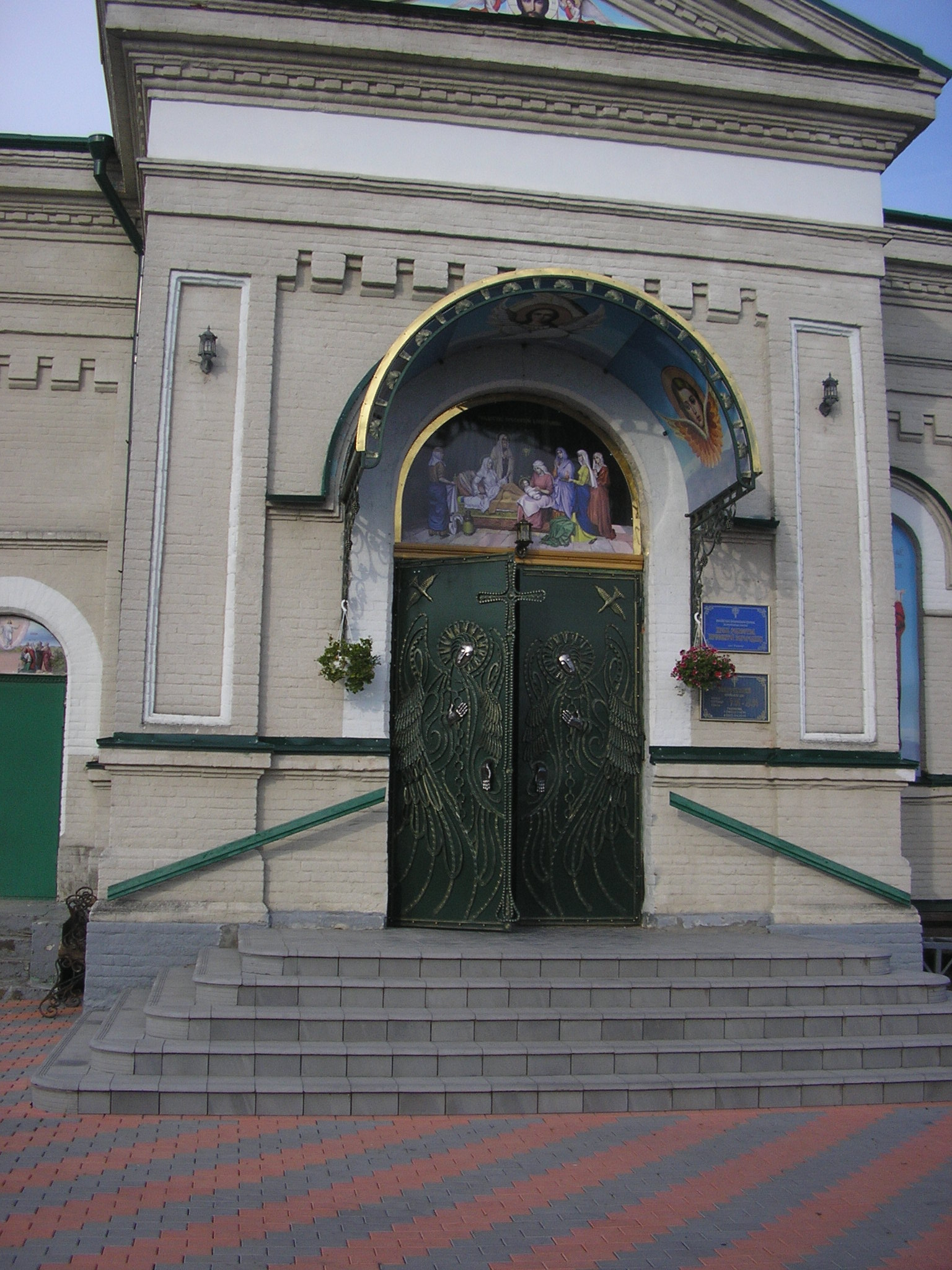
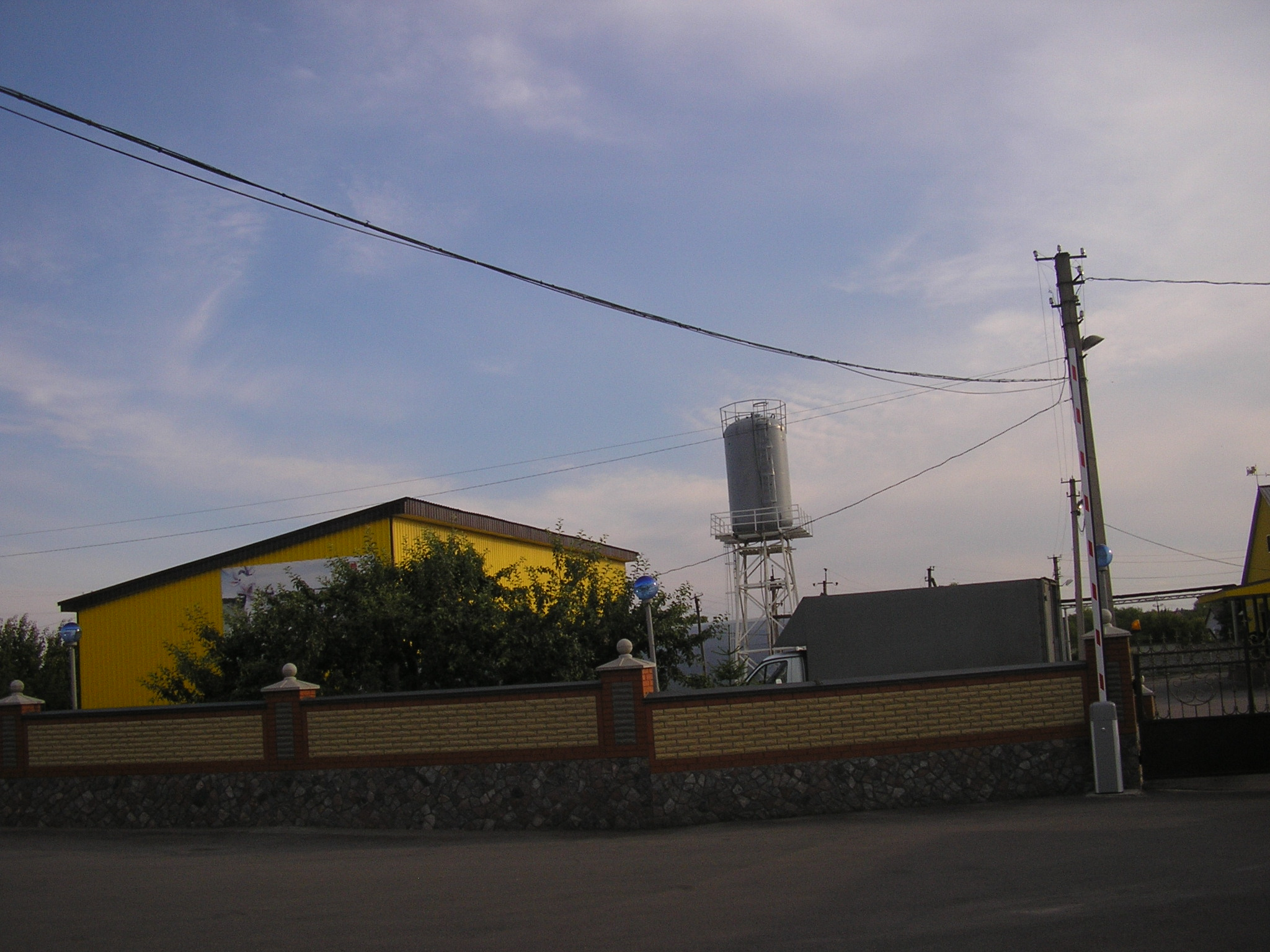
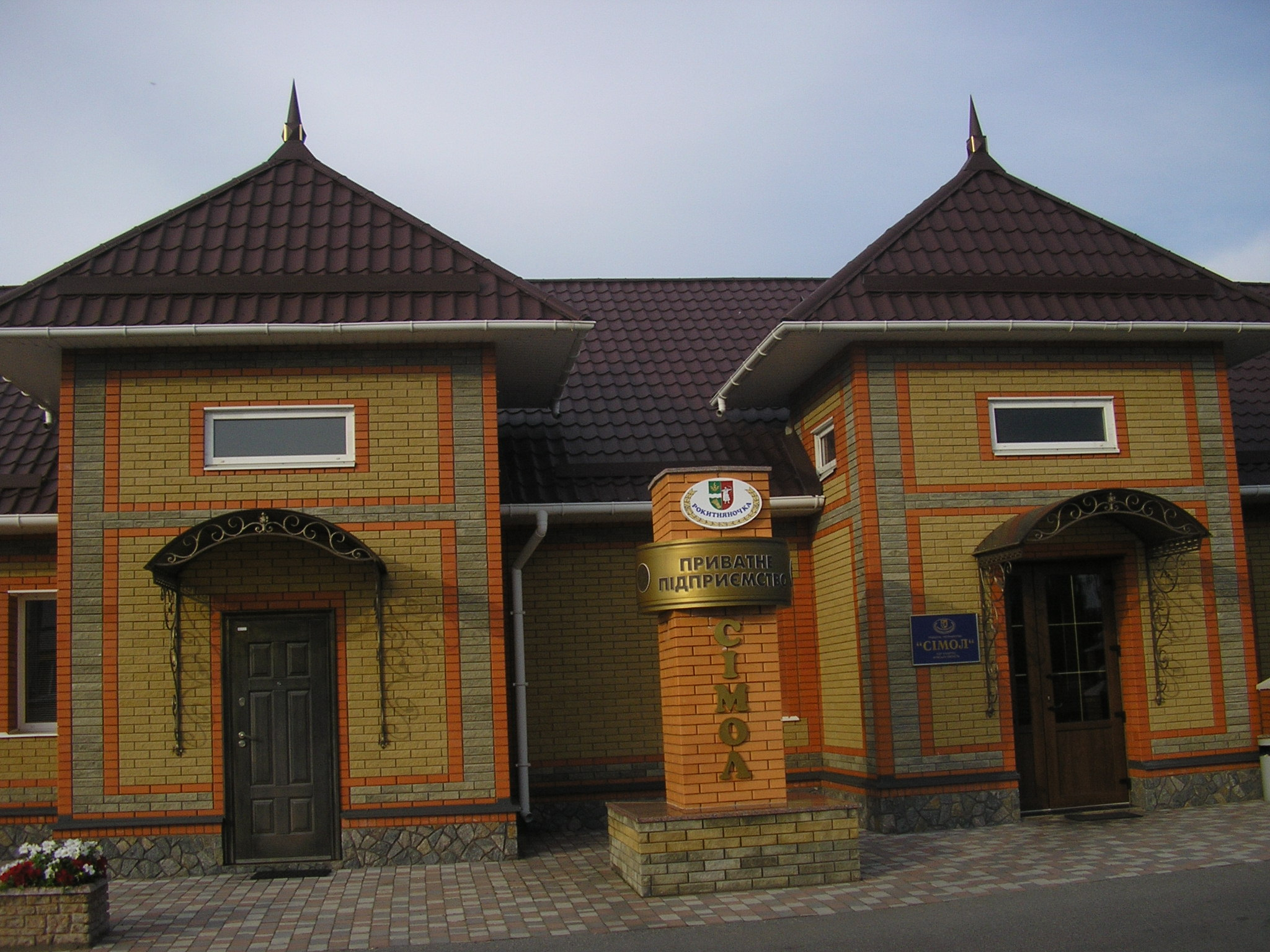
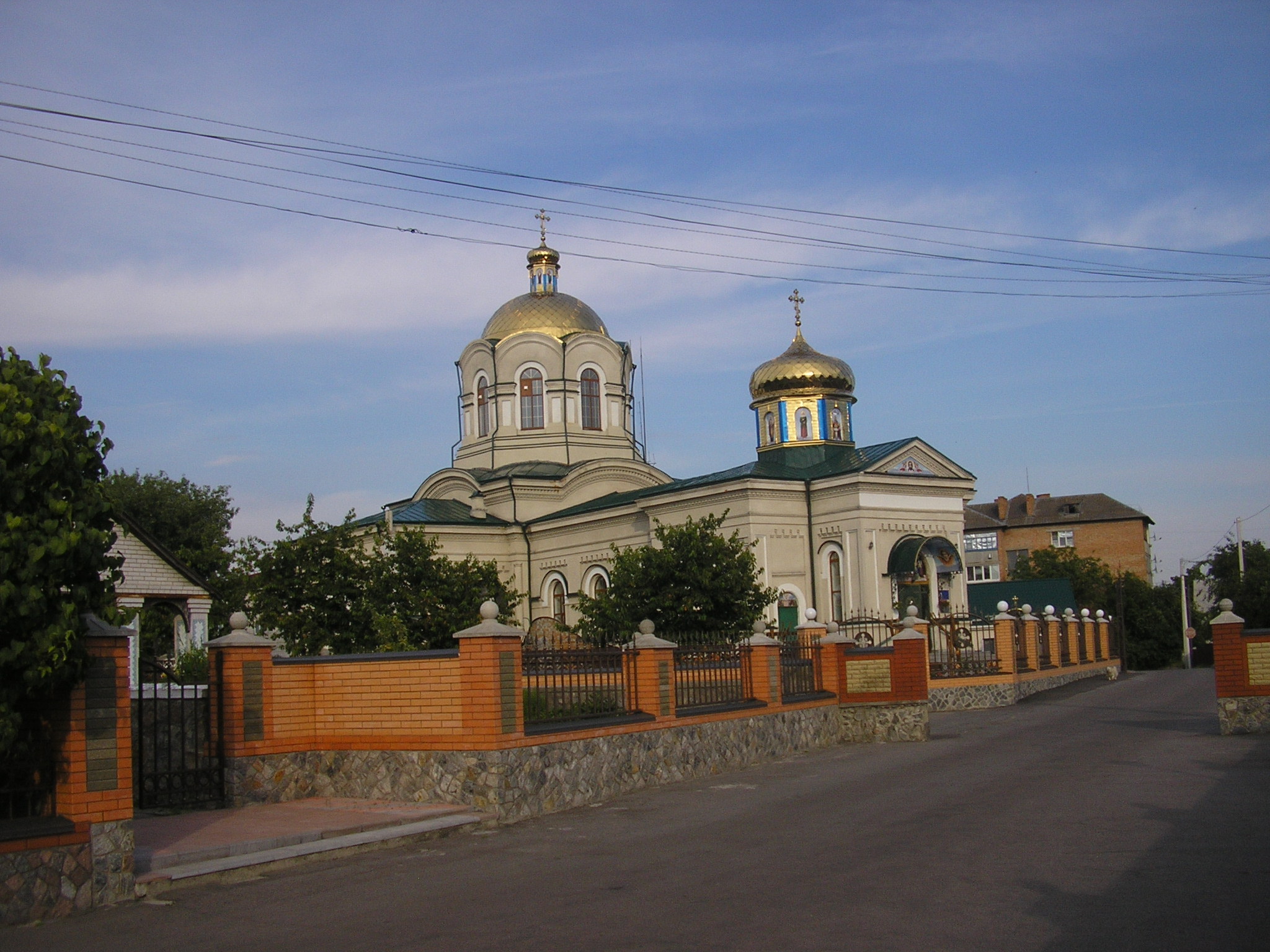
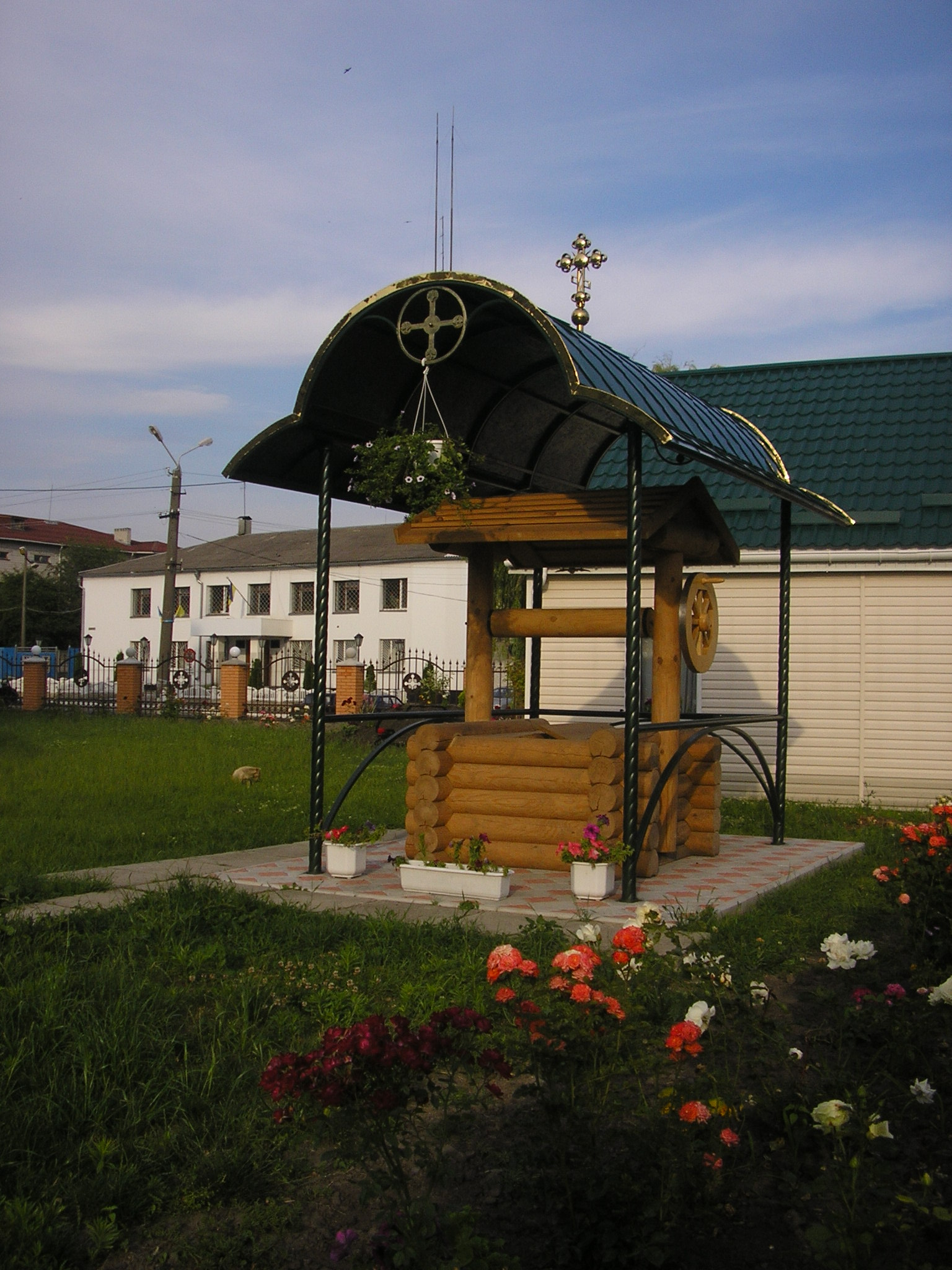
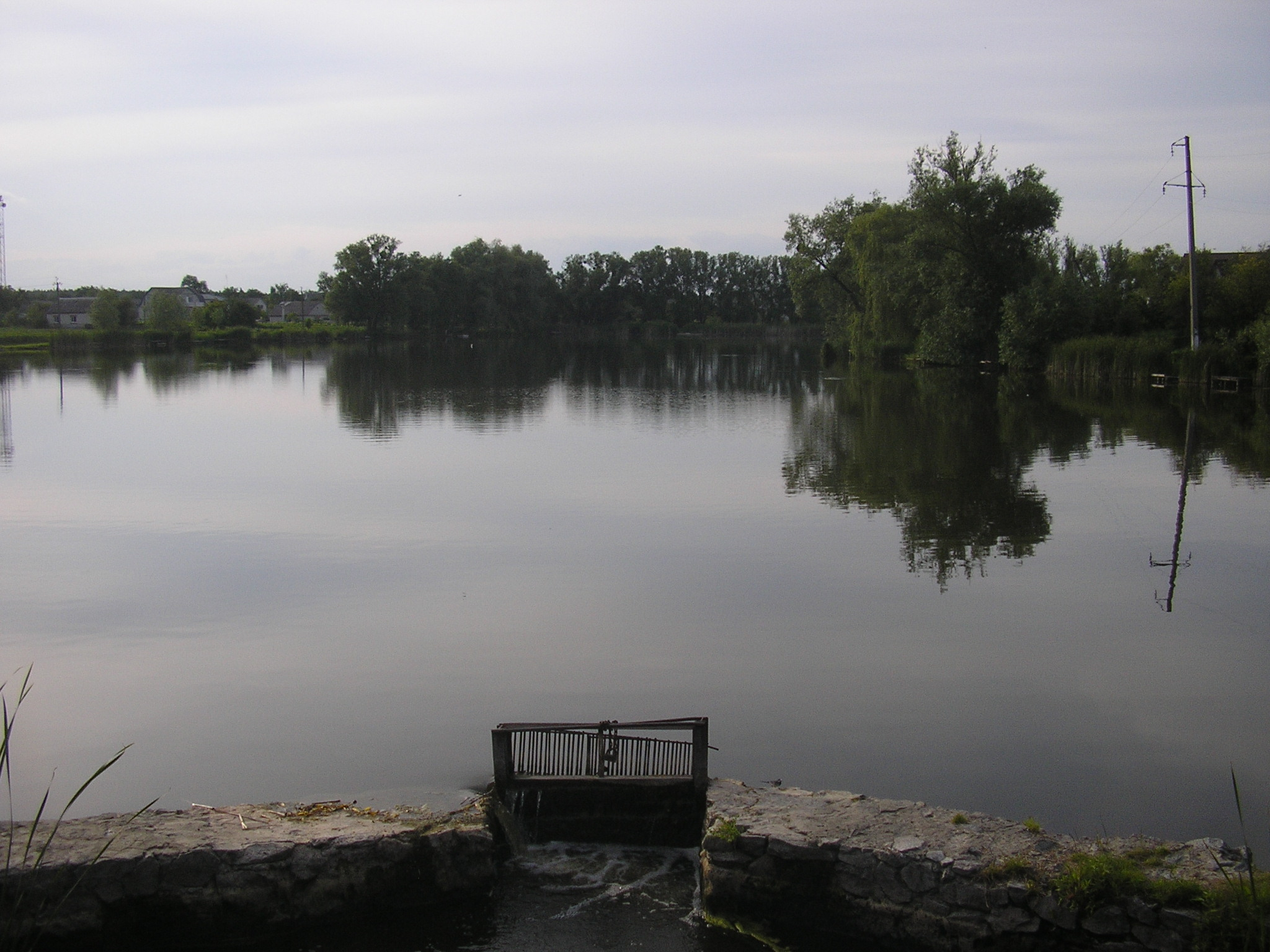
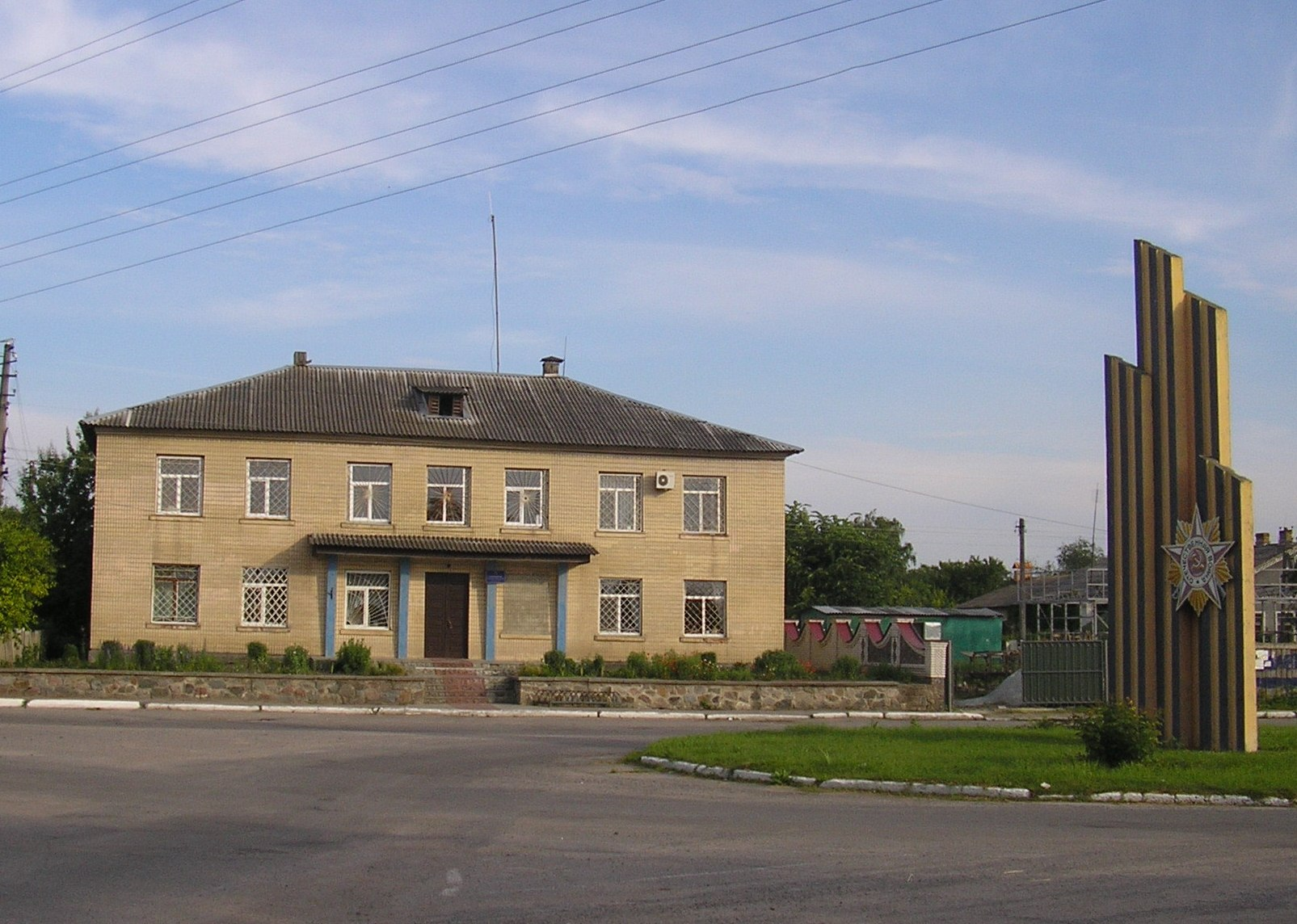
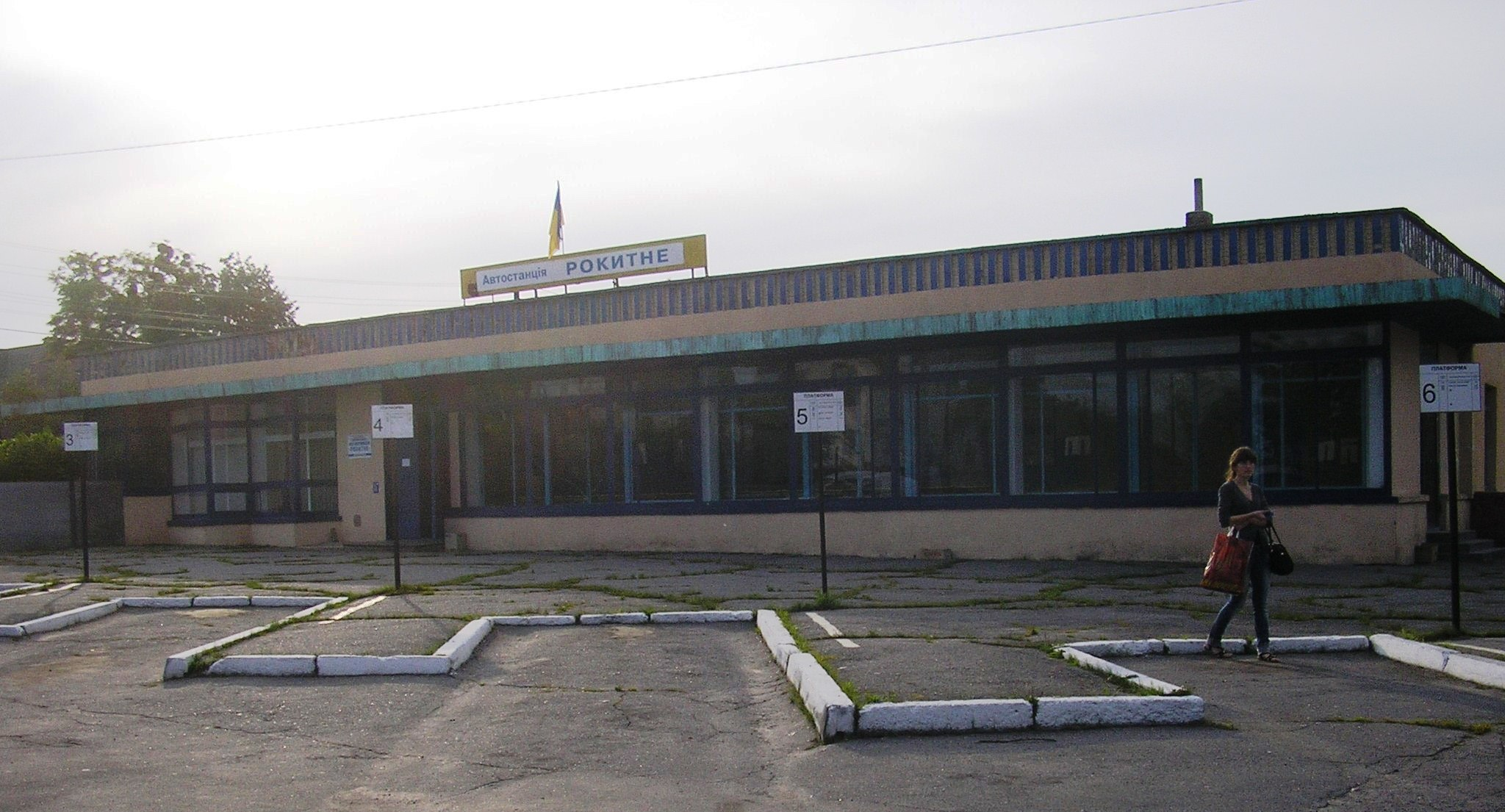
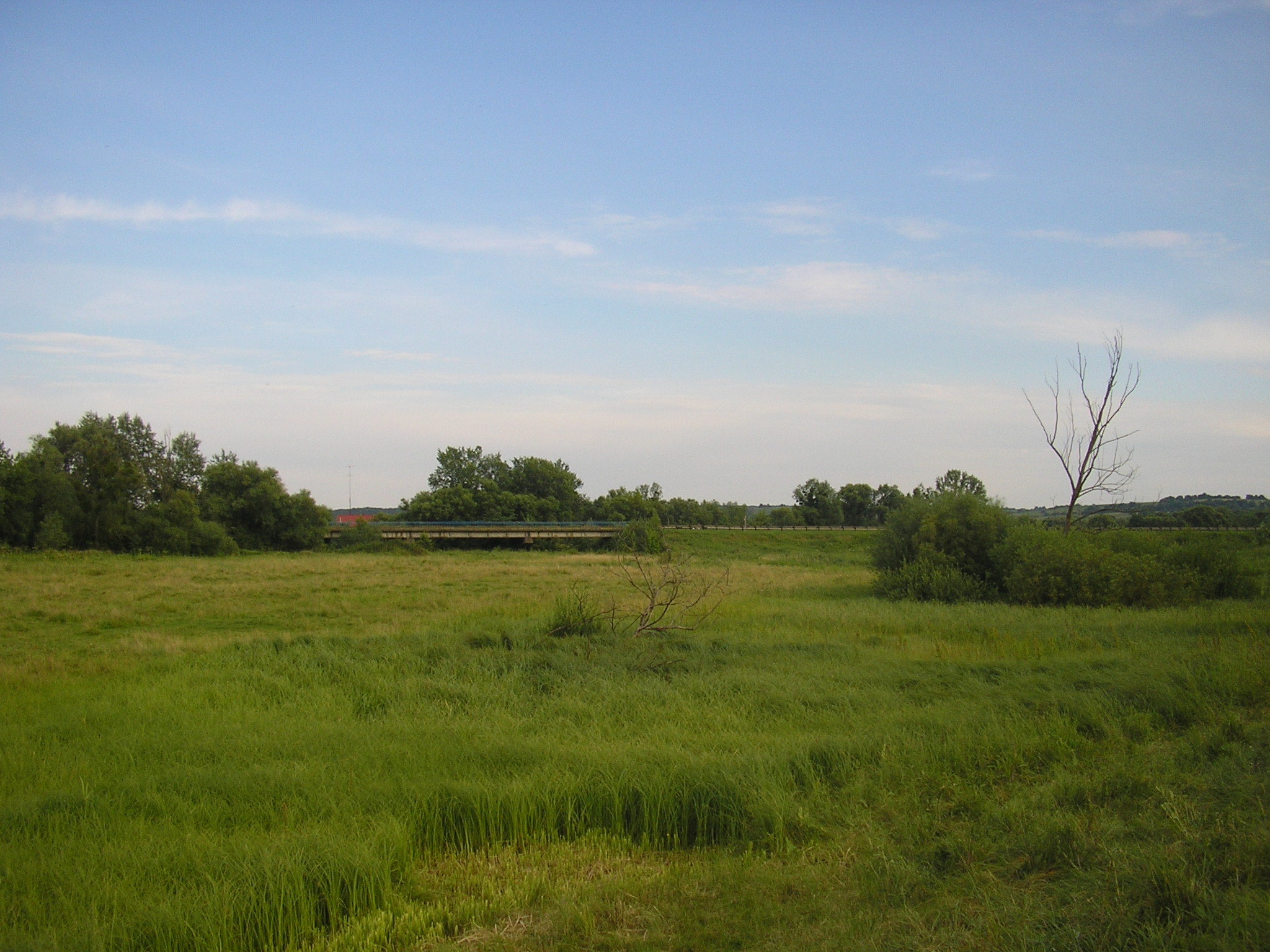
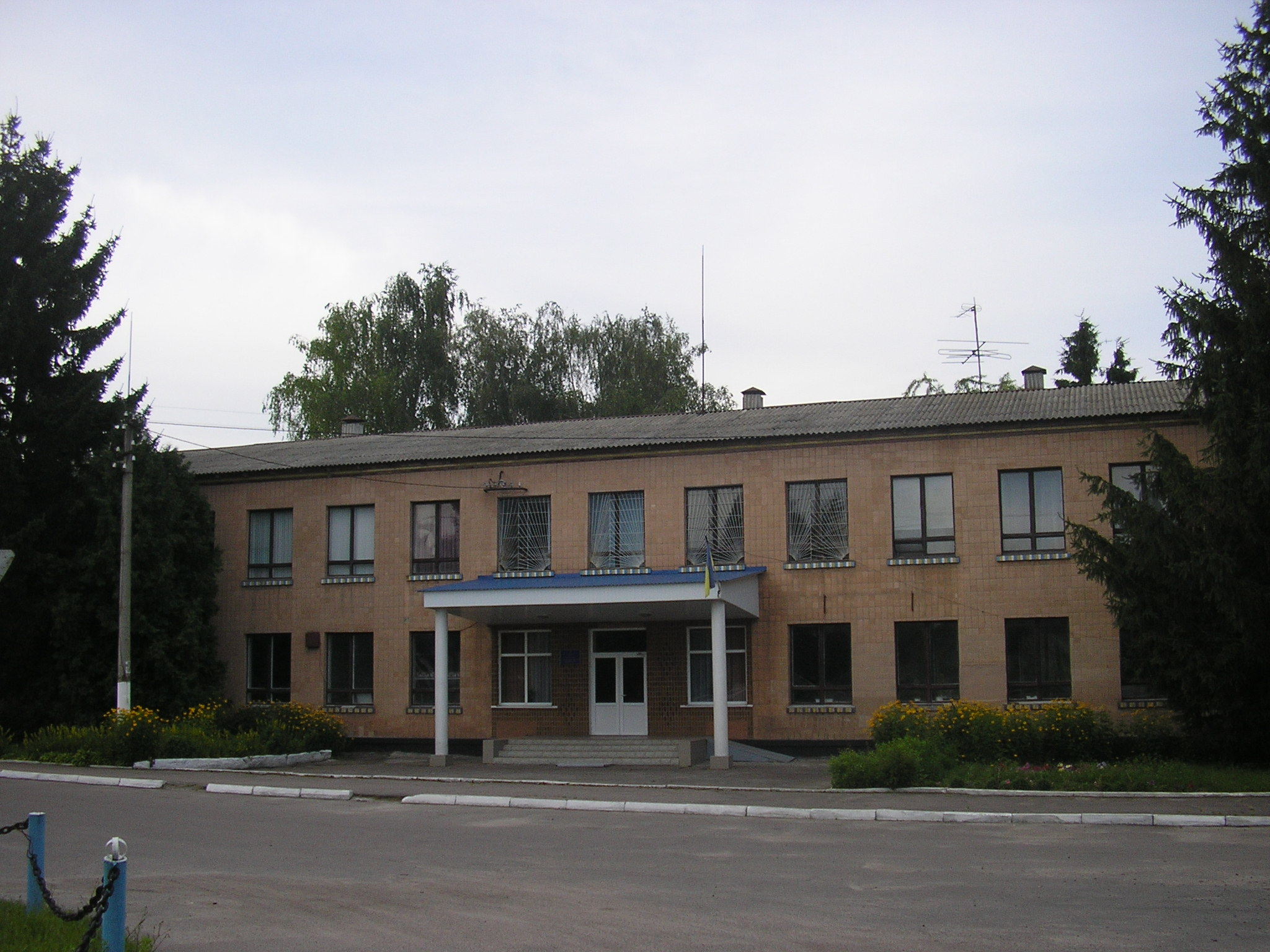
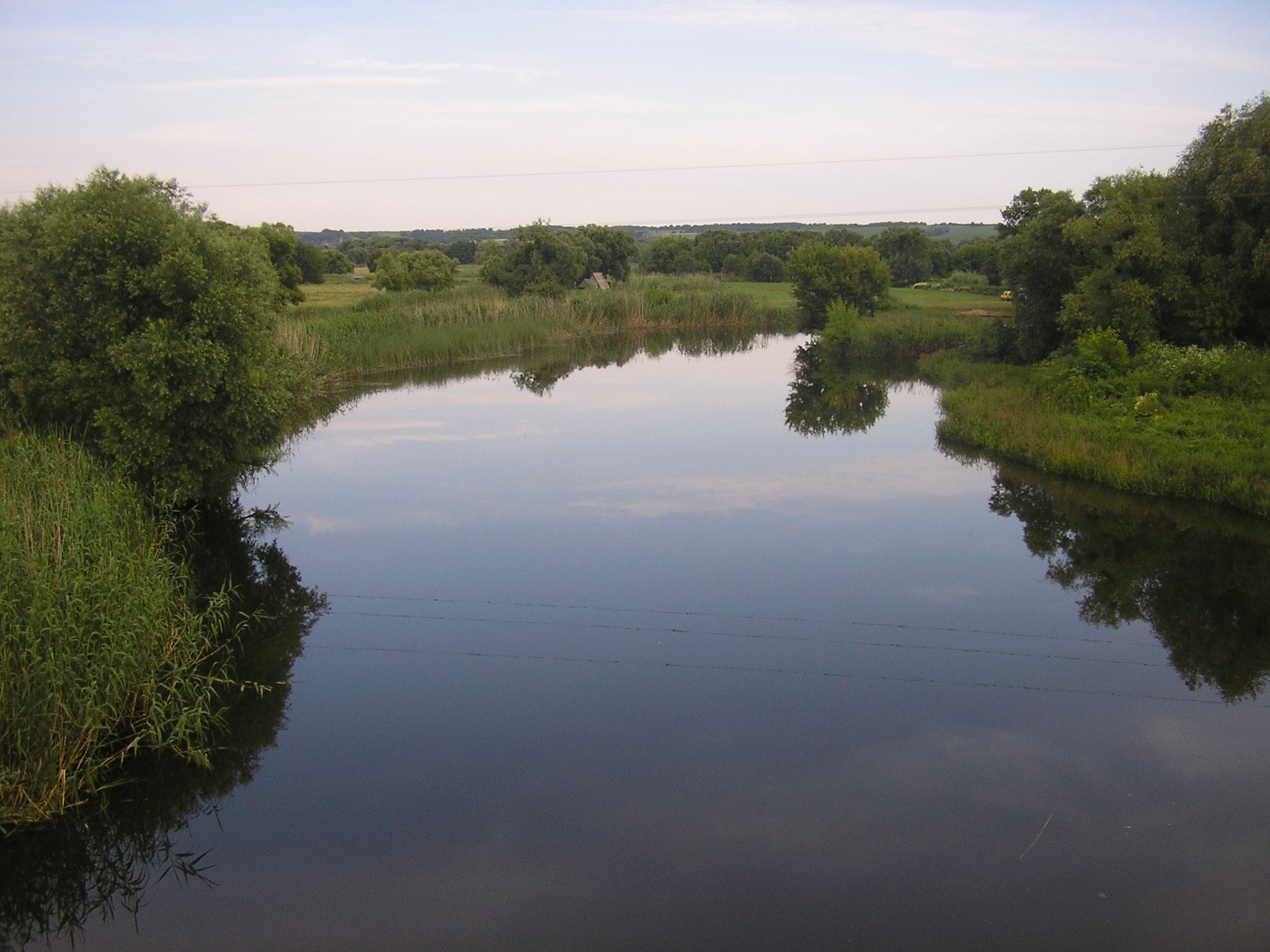
Річка Рось
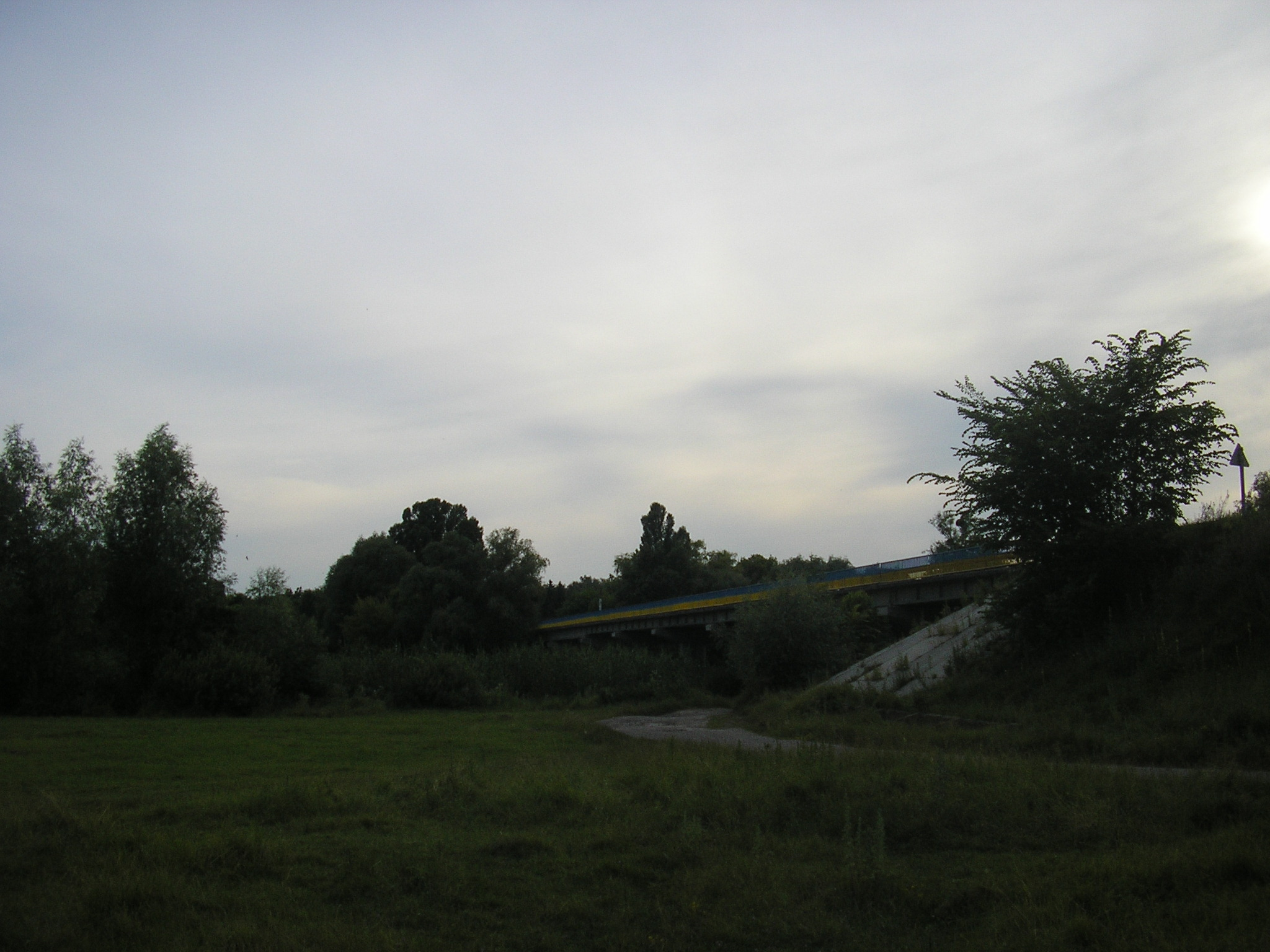
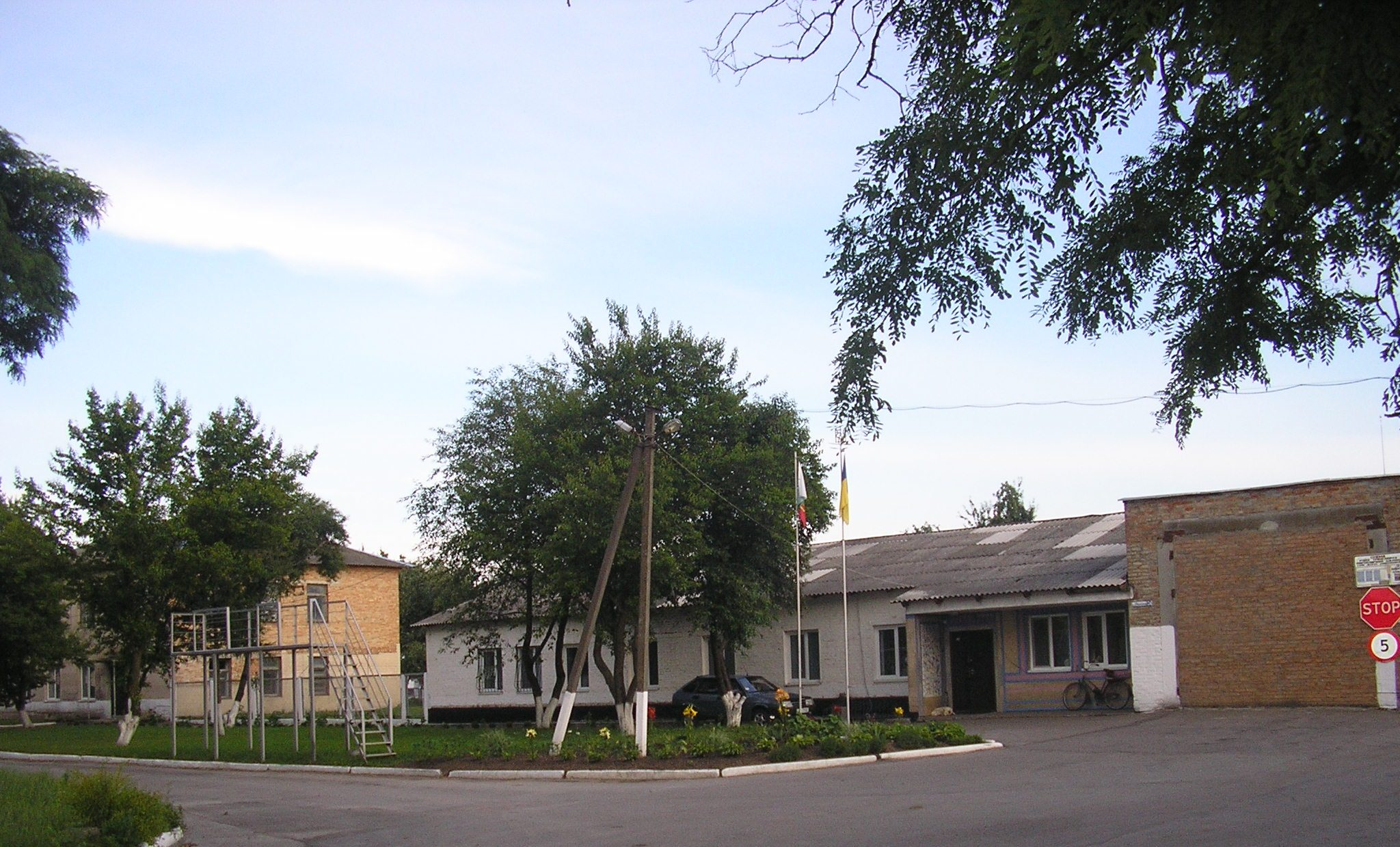
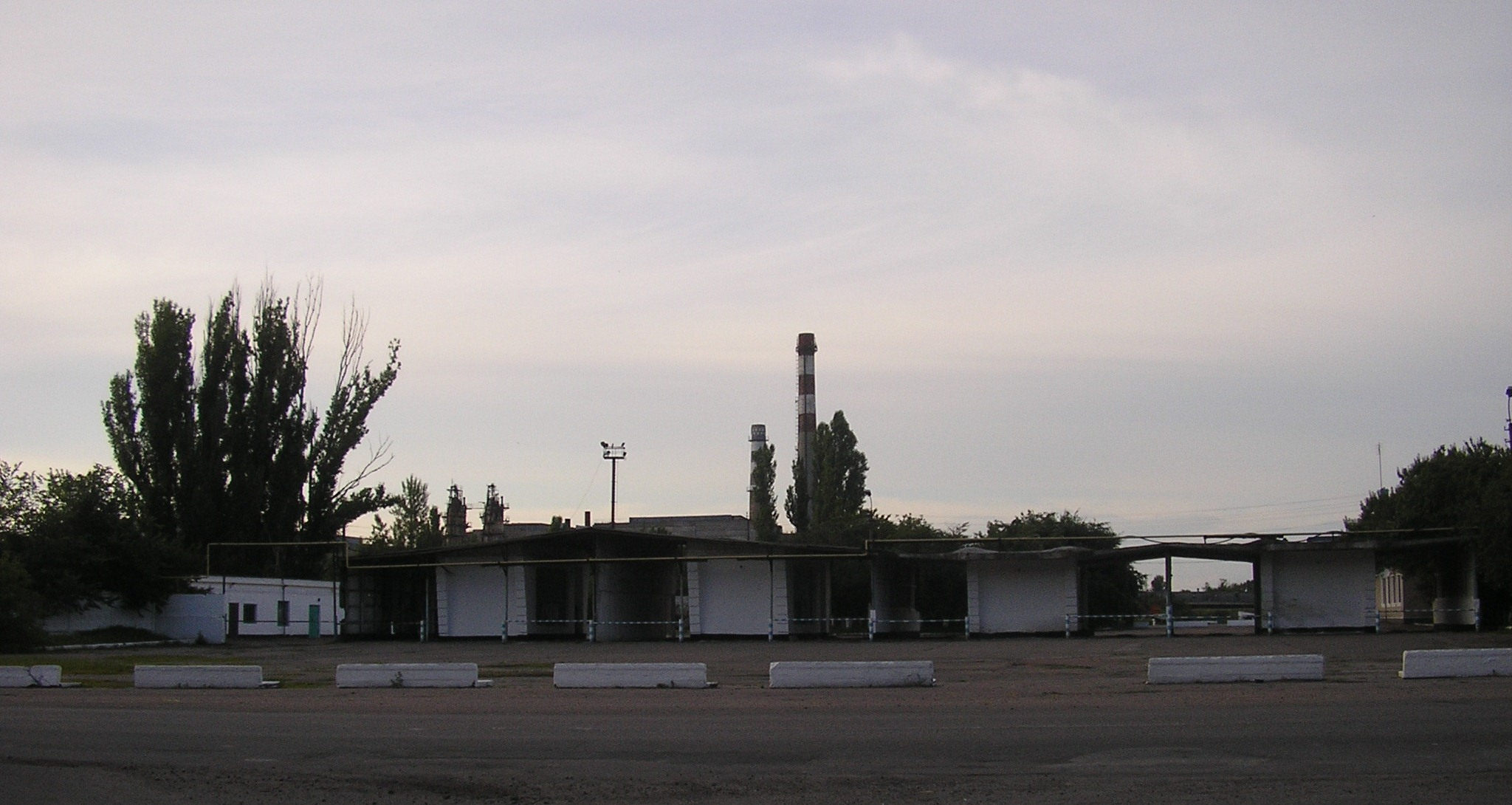
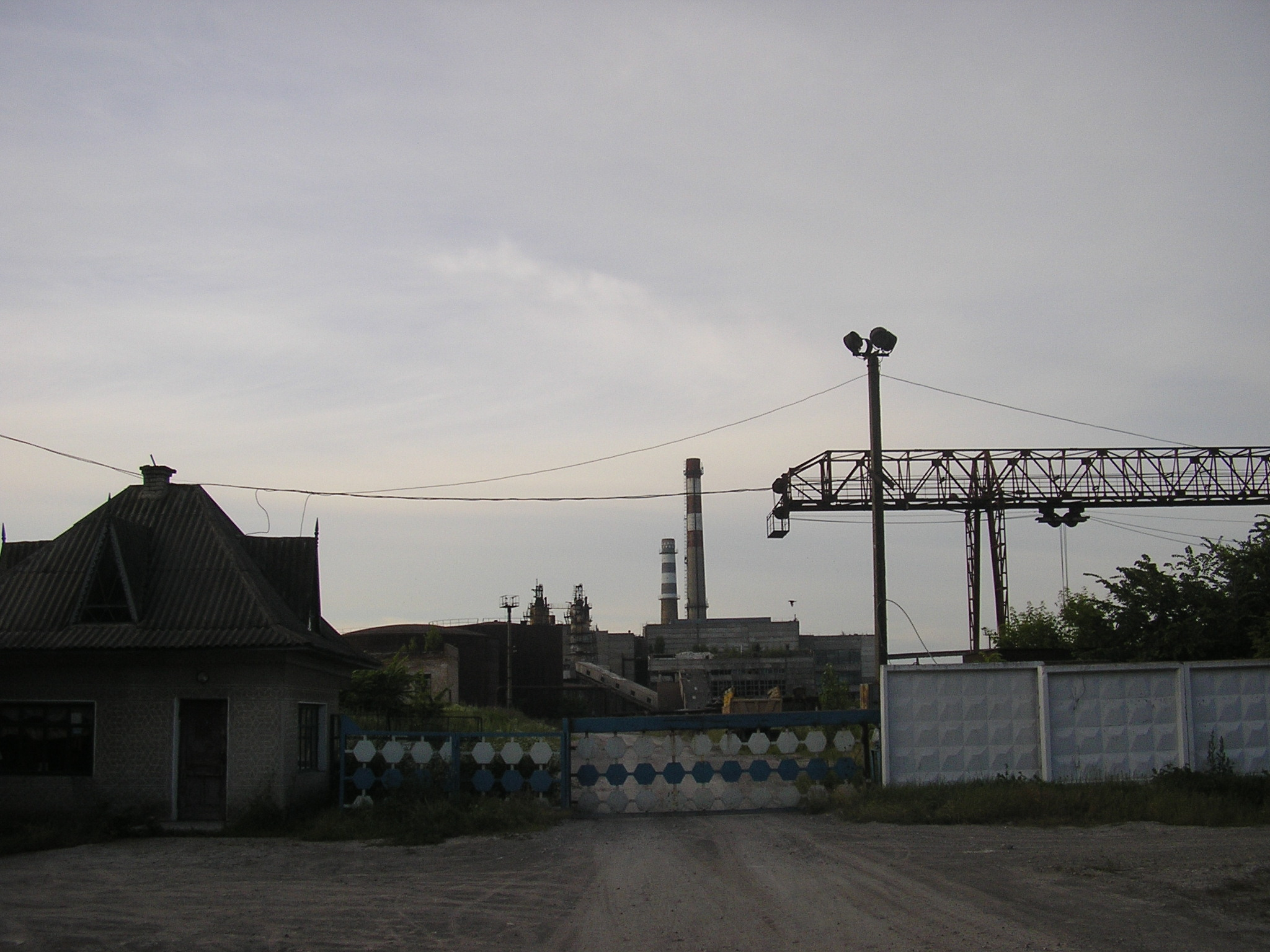
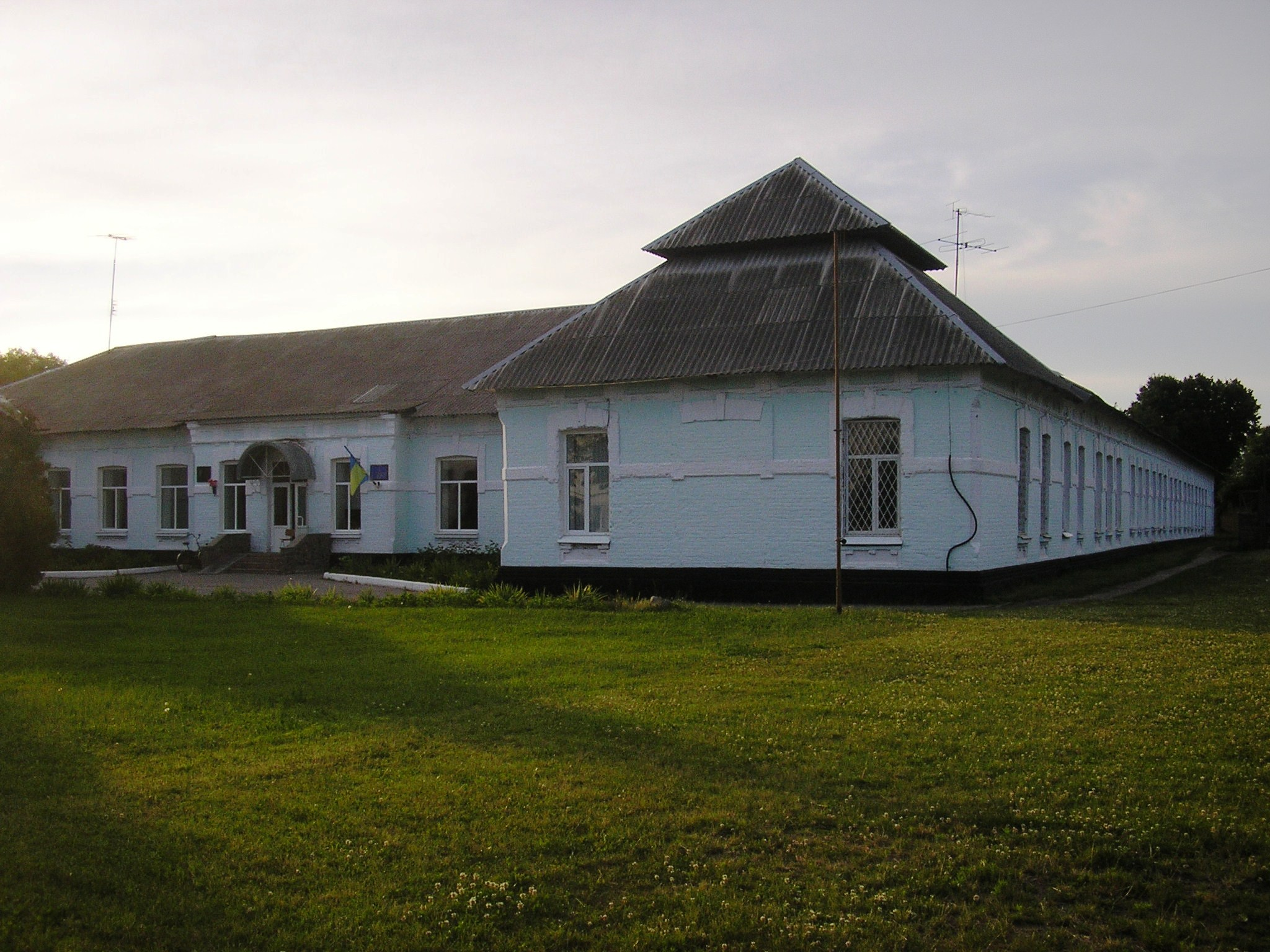
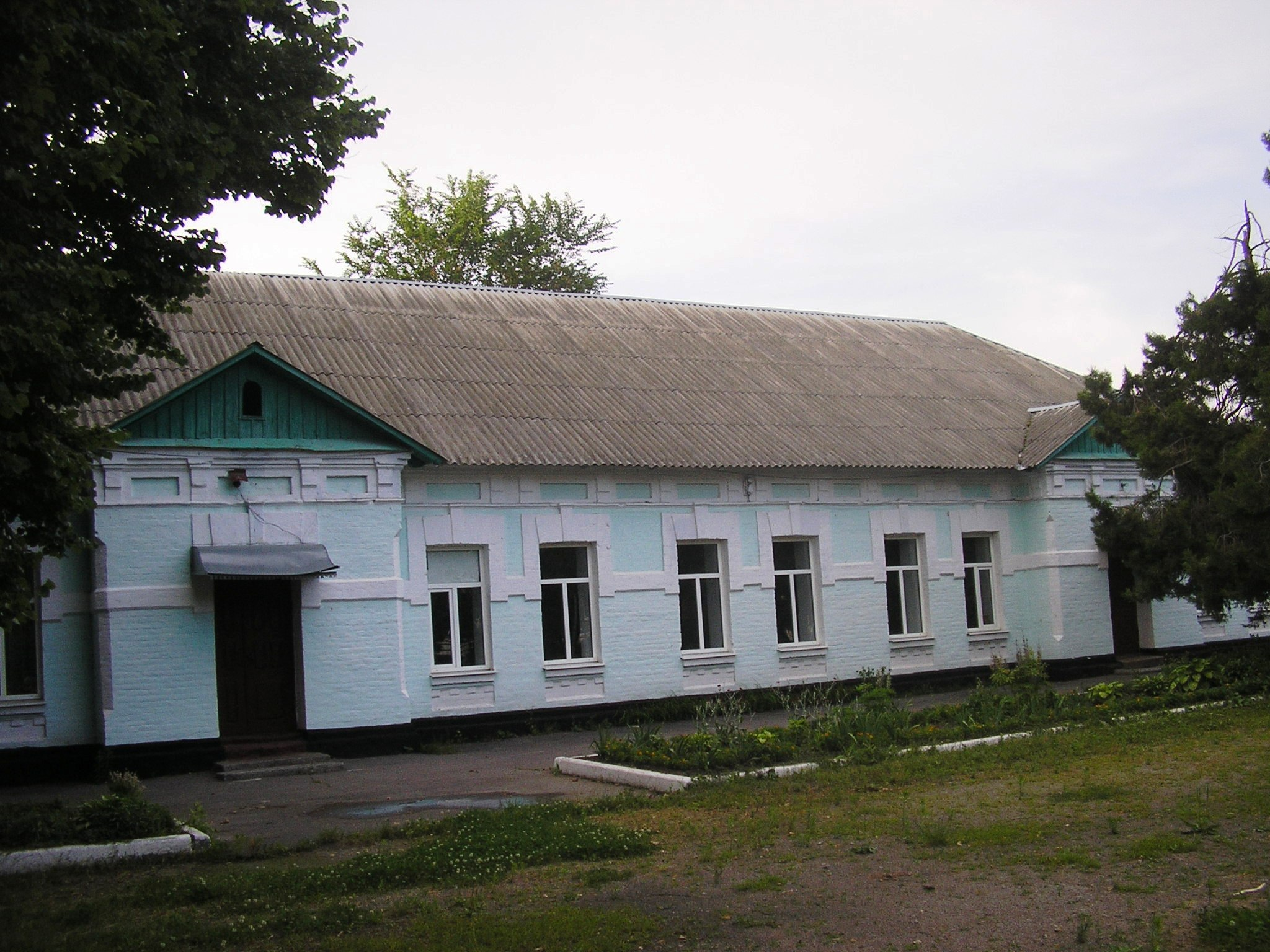
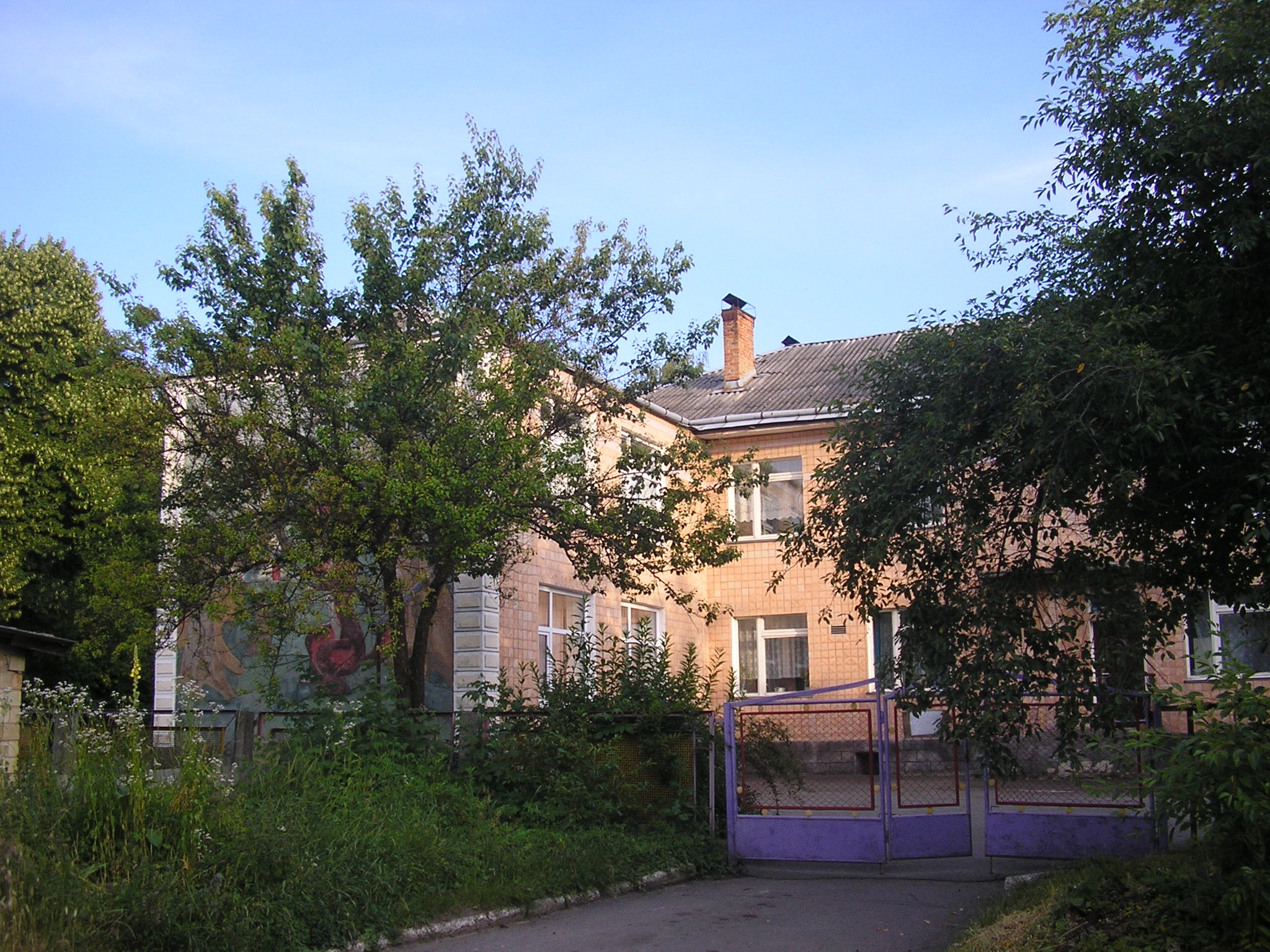
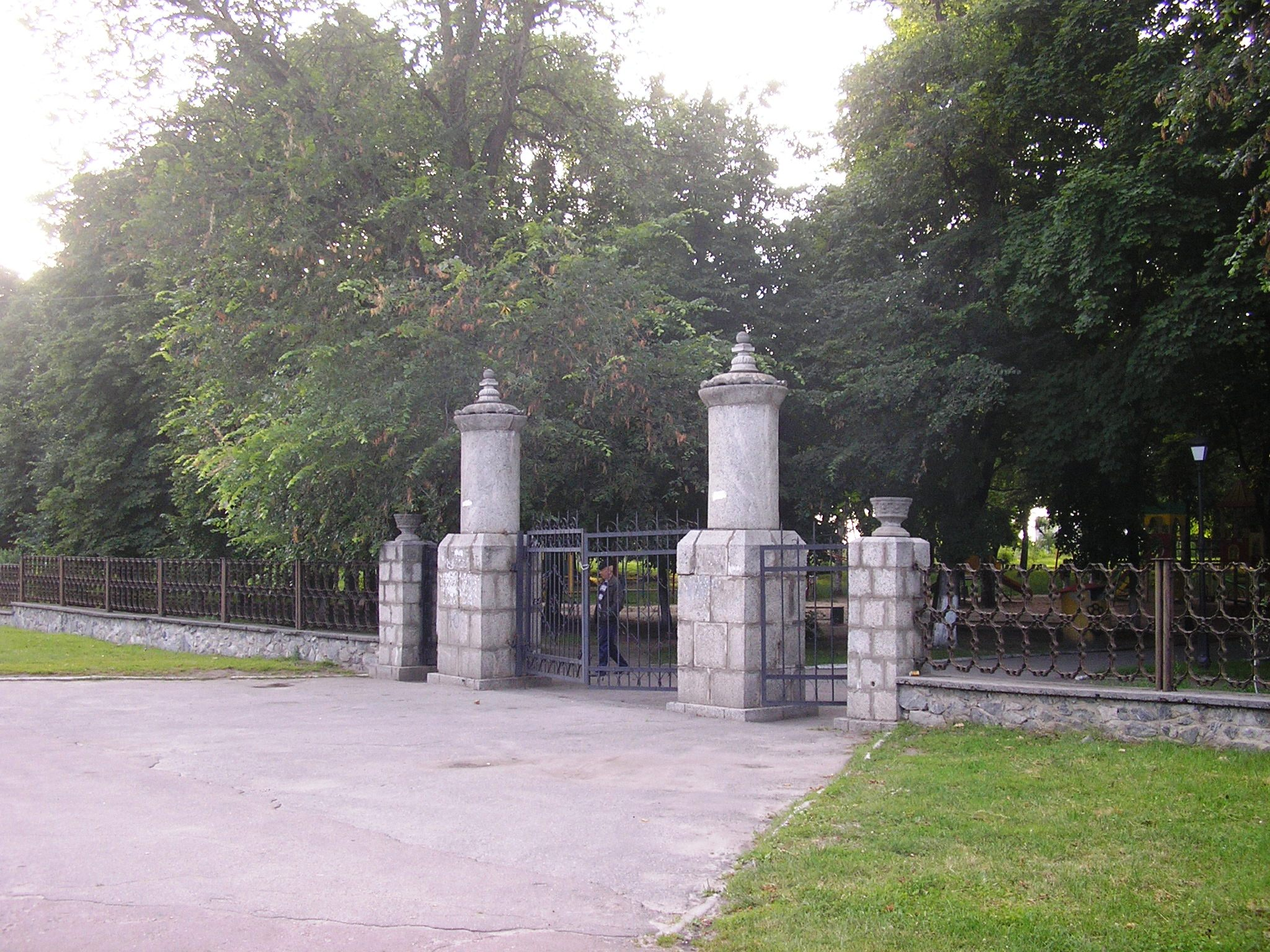
Парк
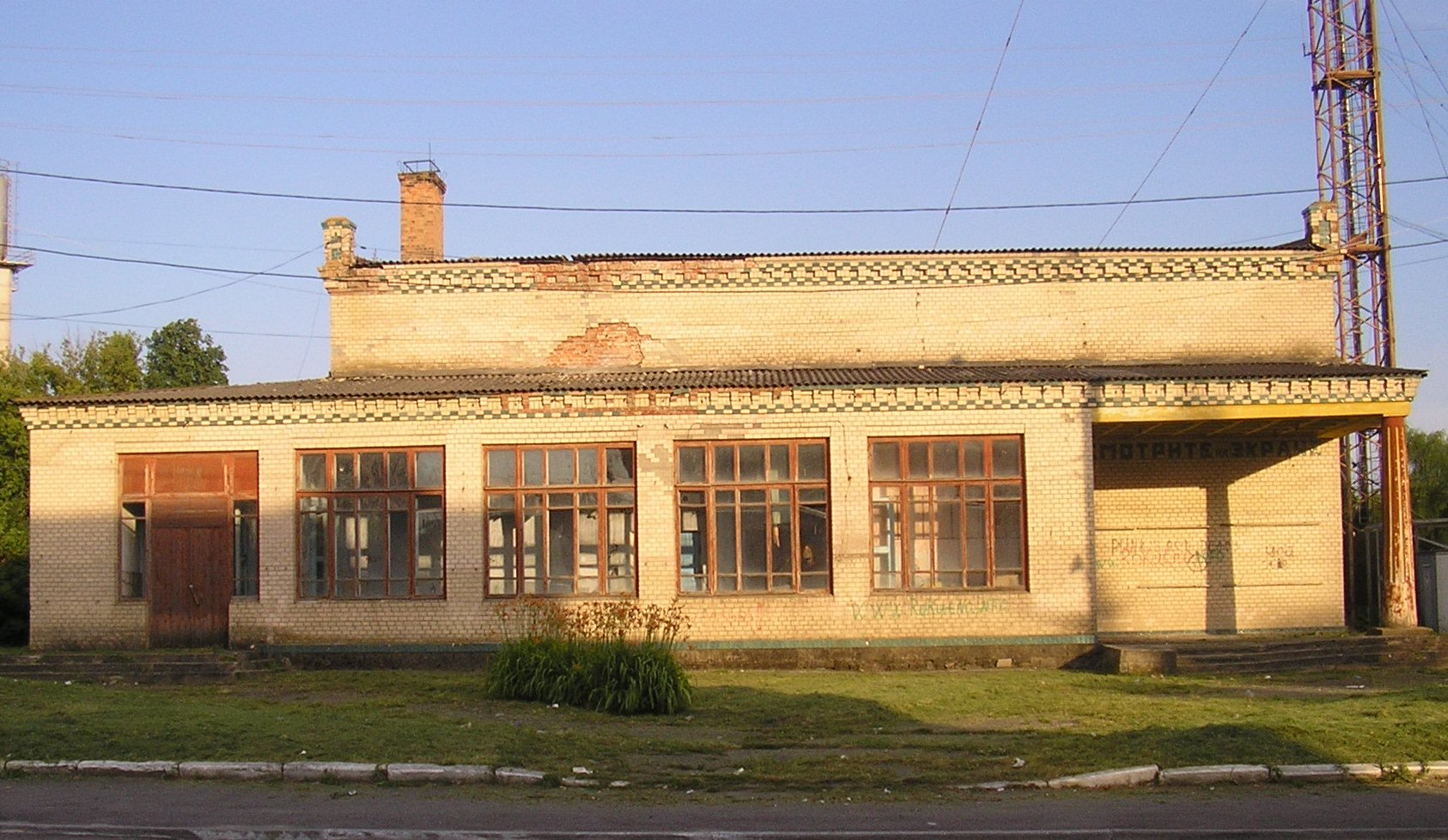
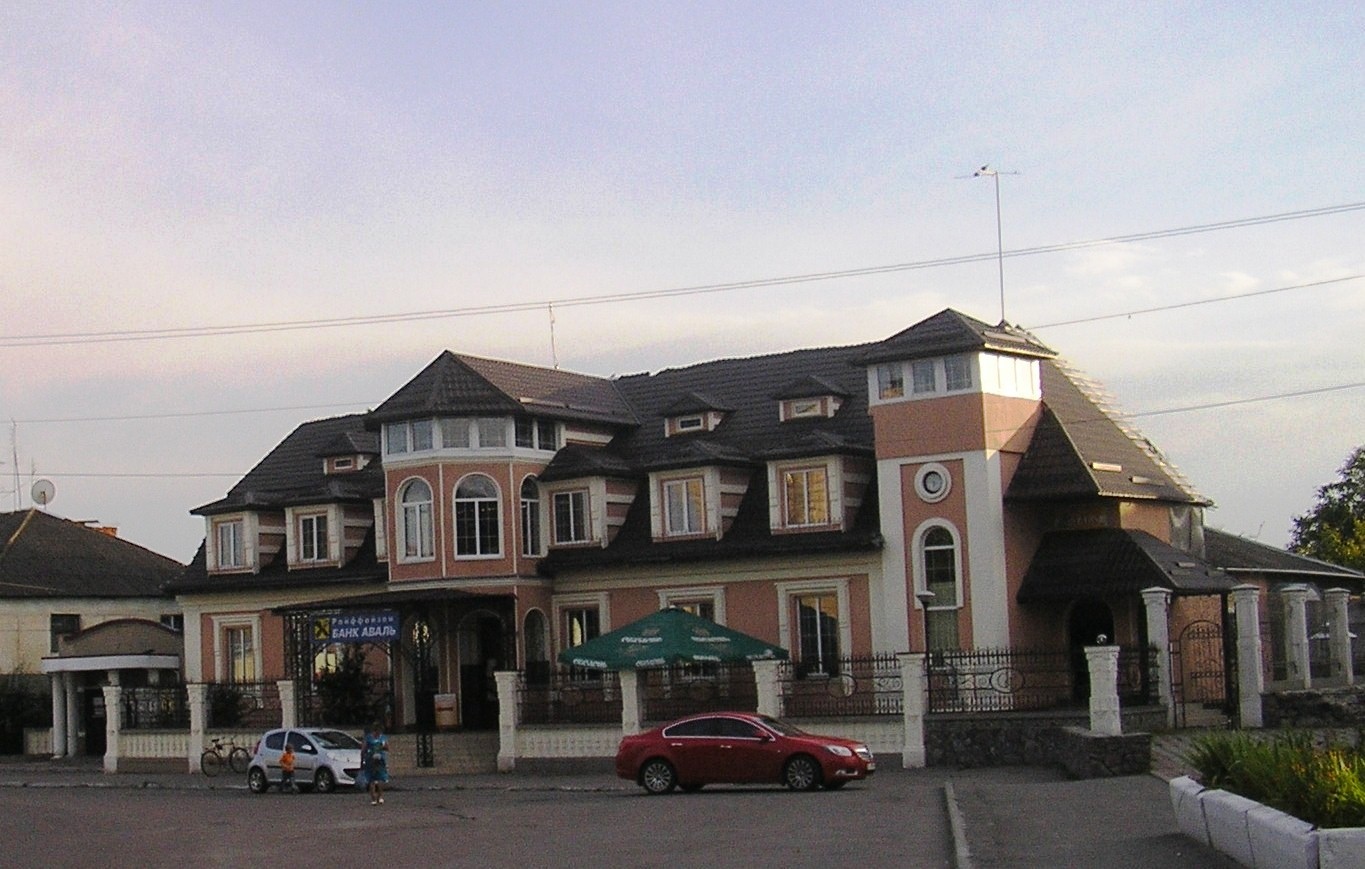
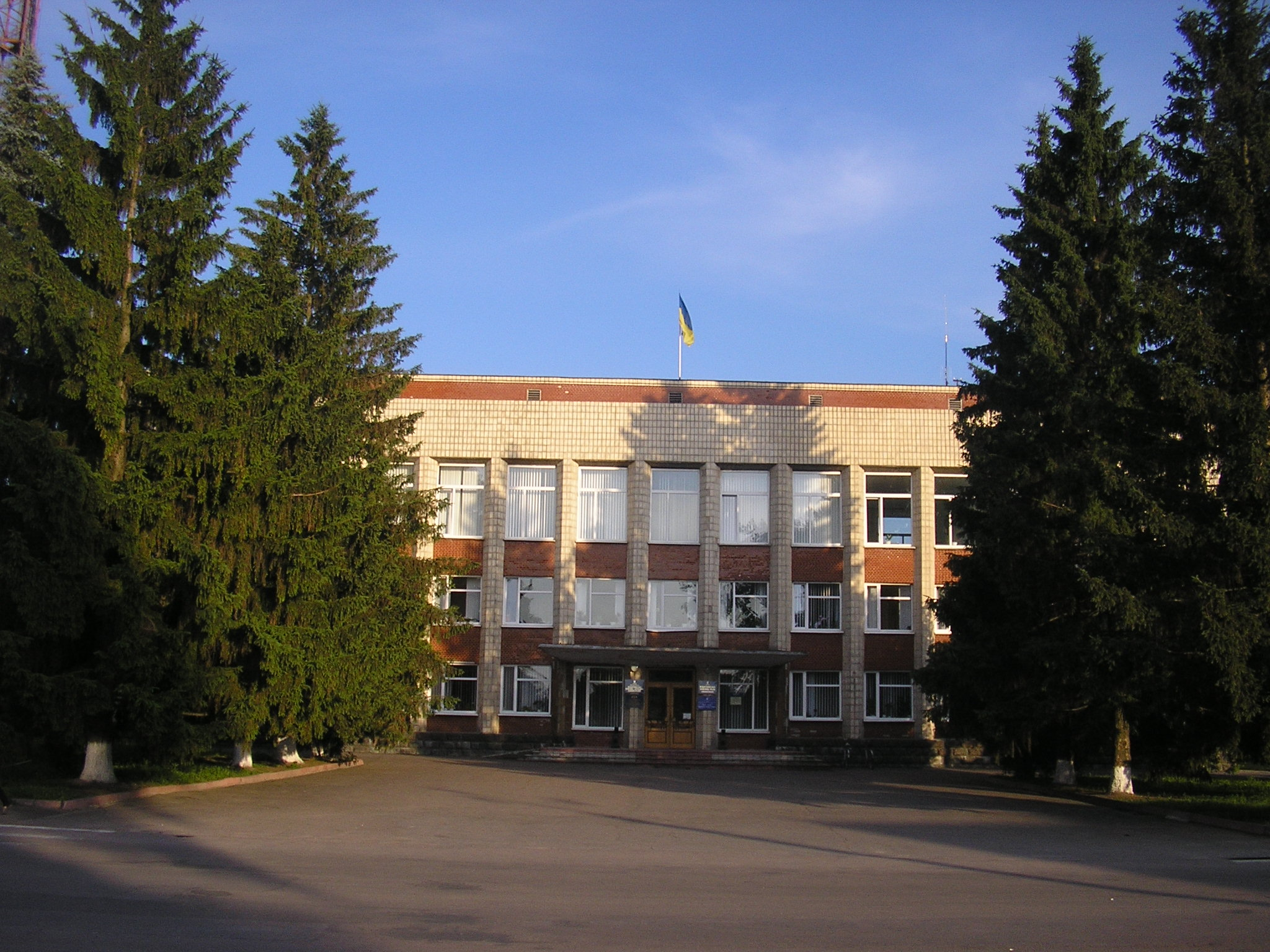
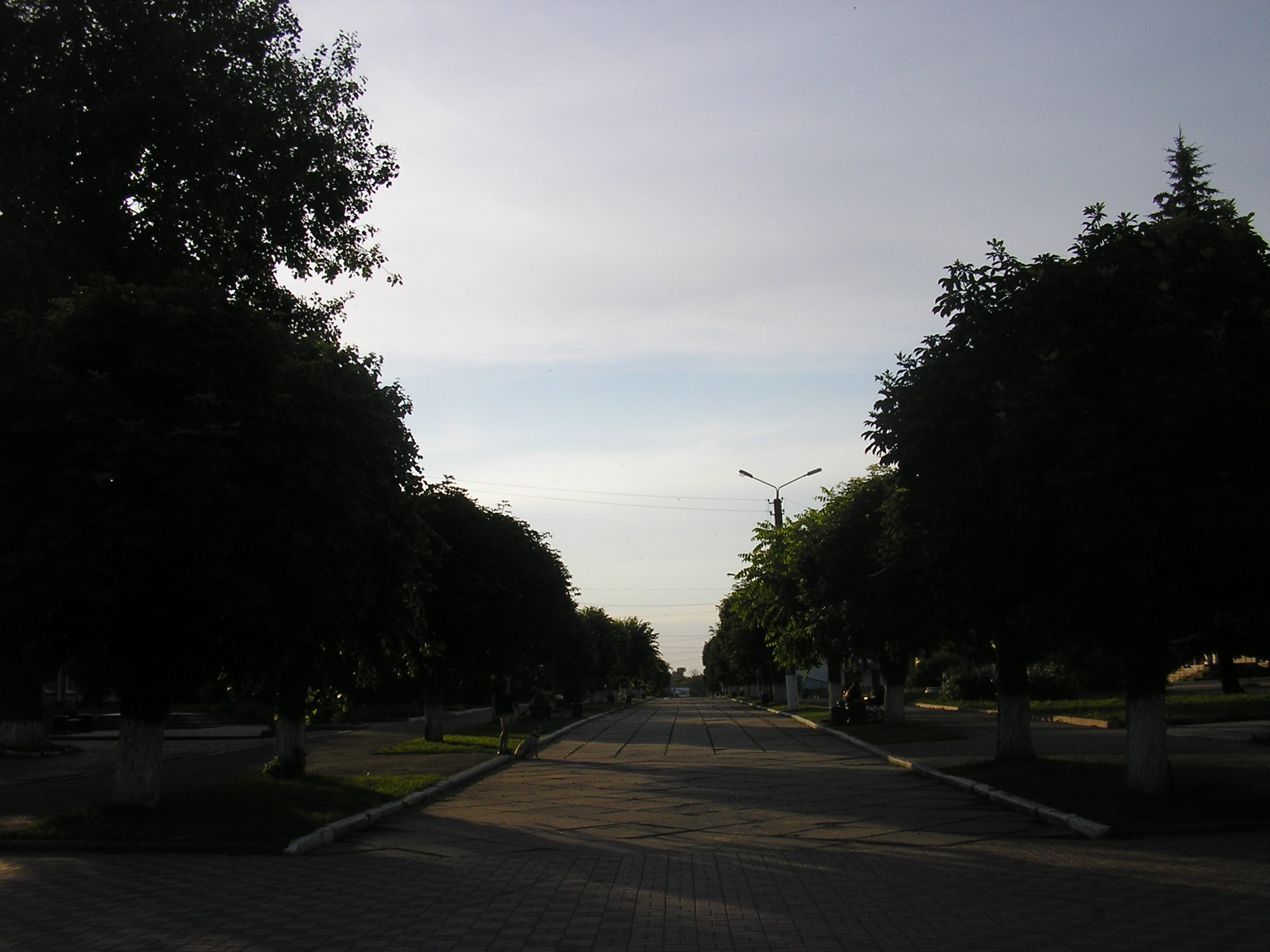
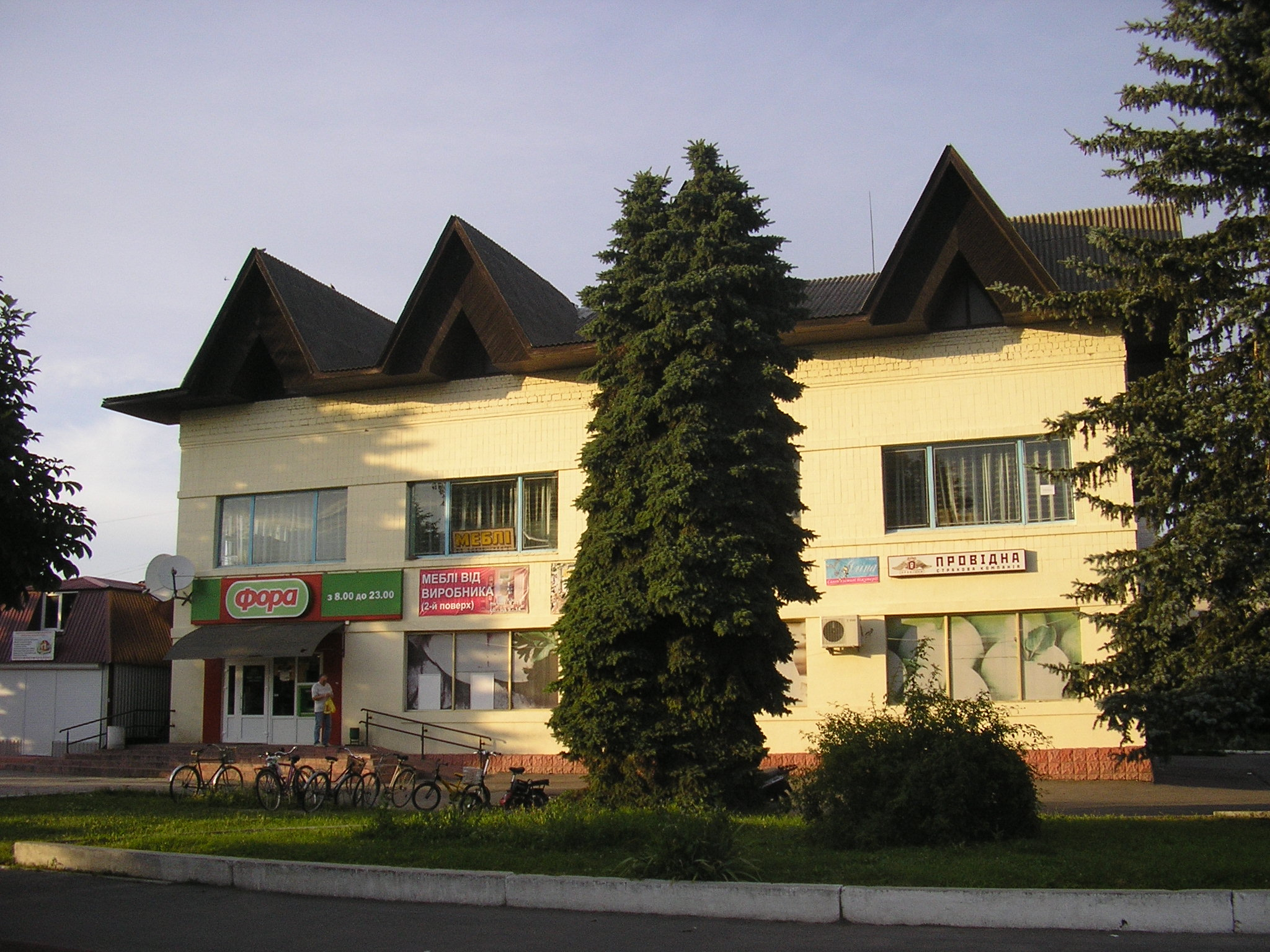
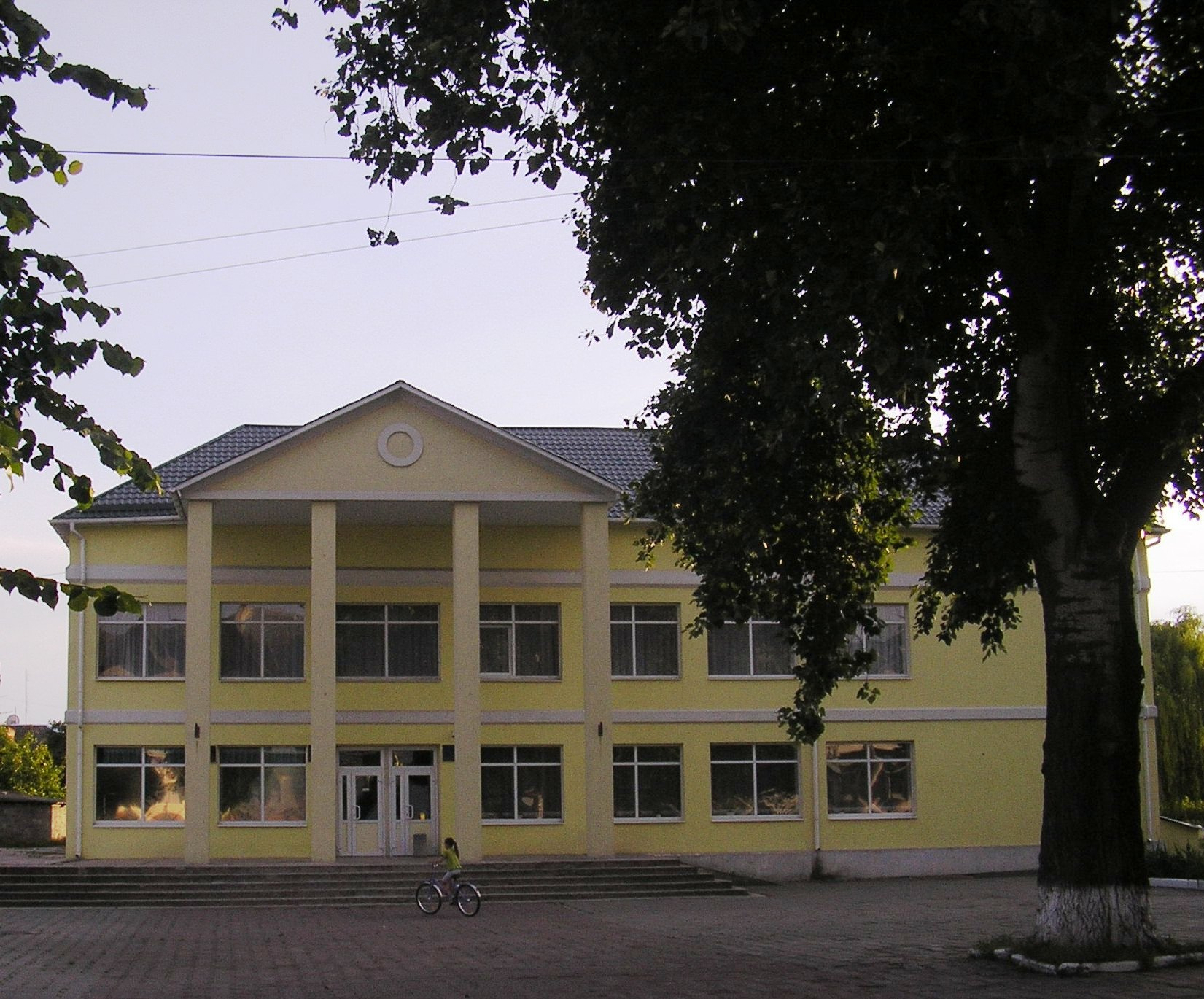
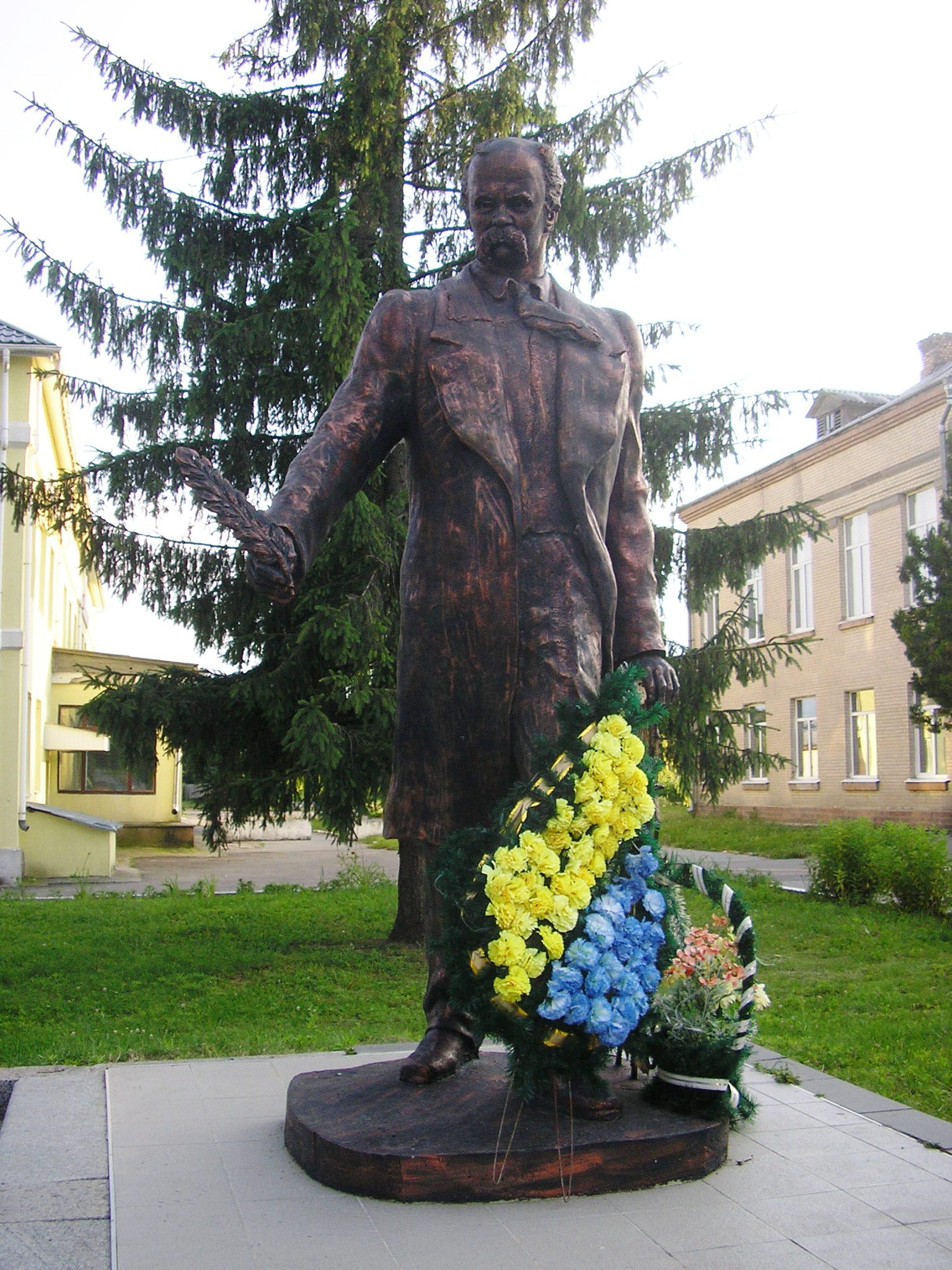
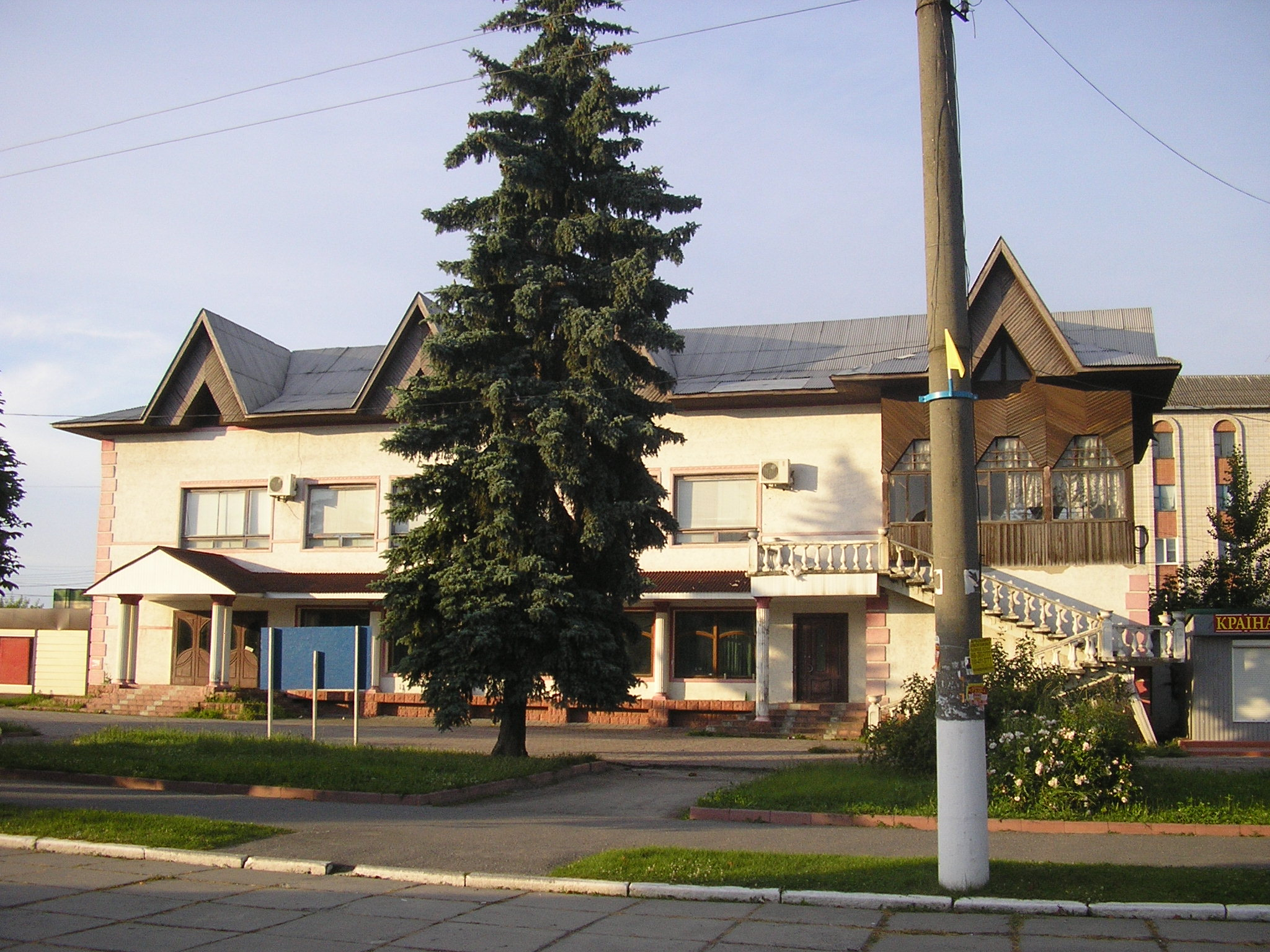
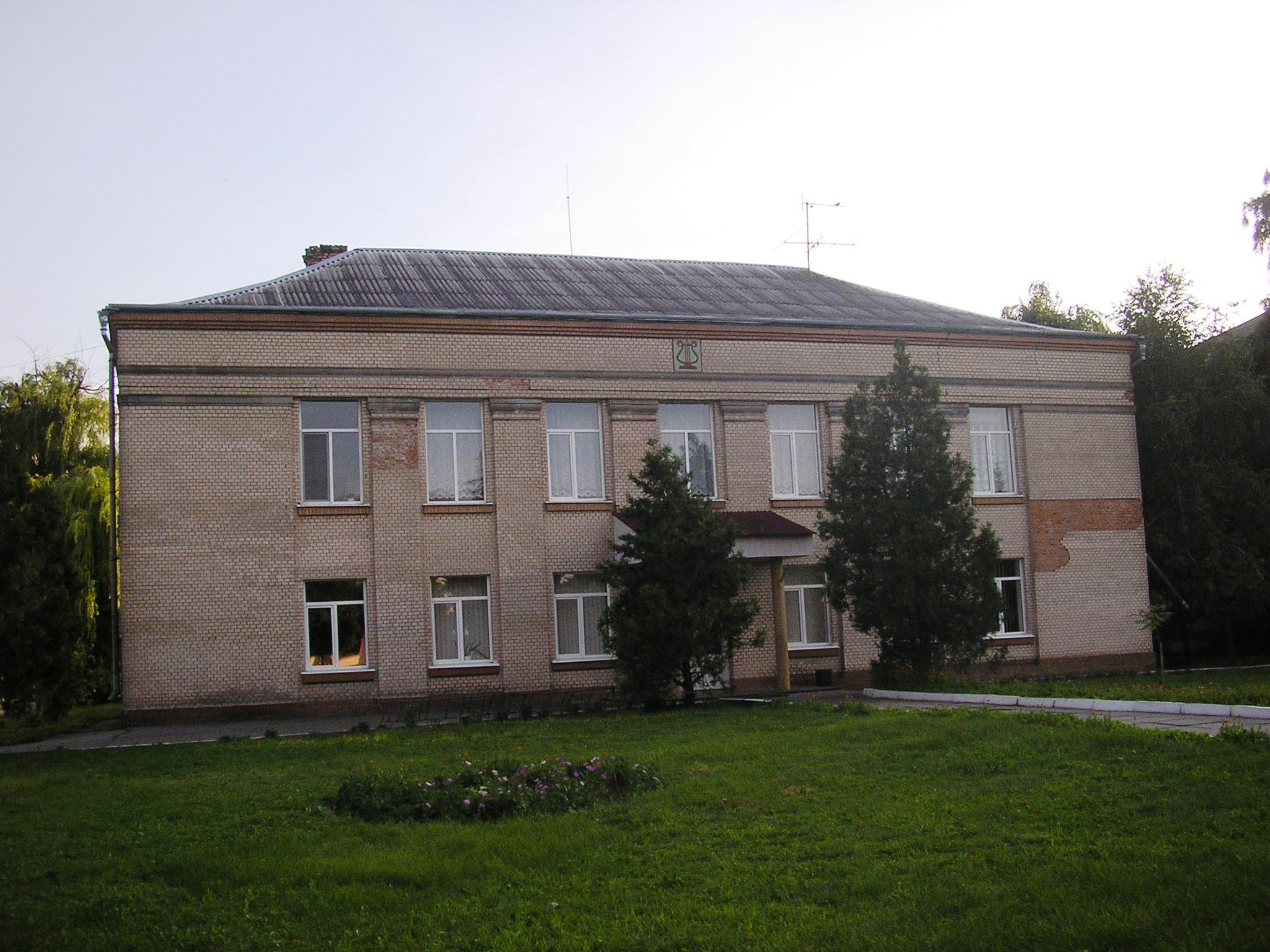
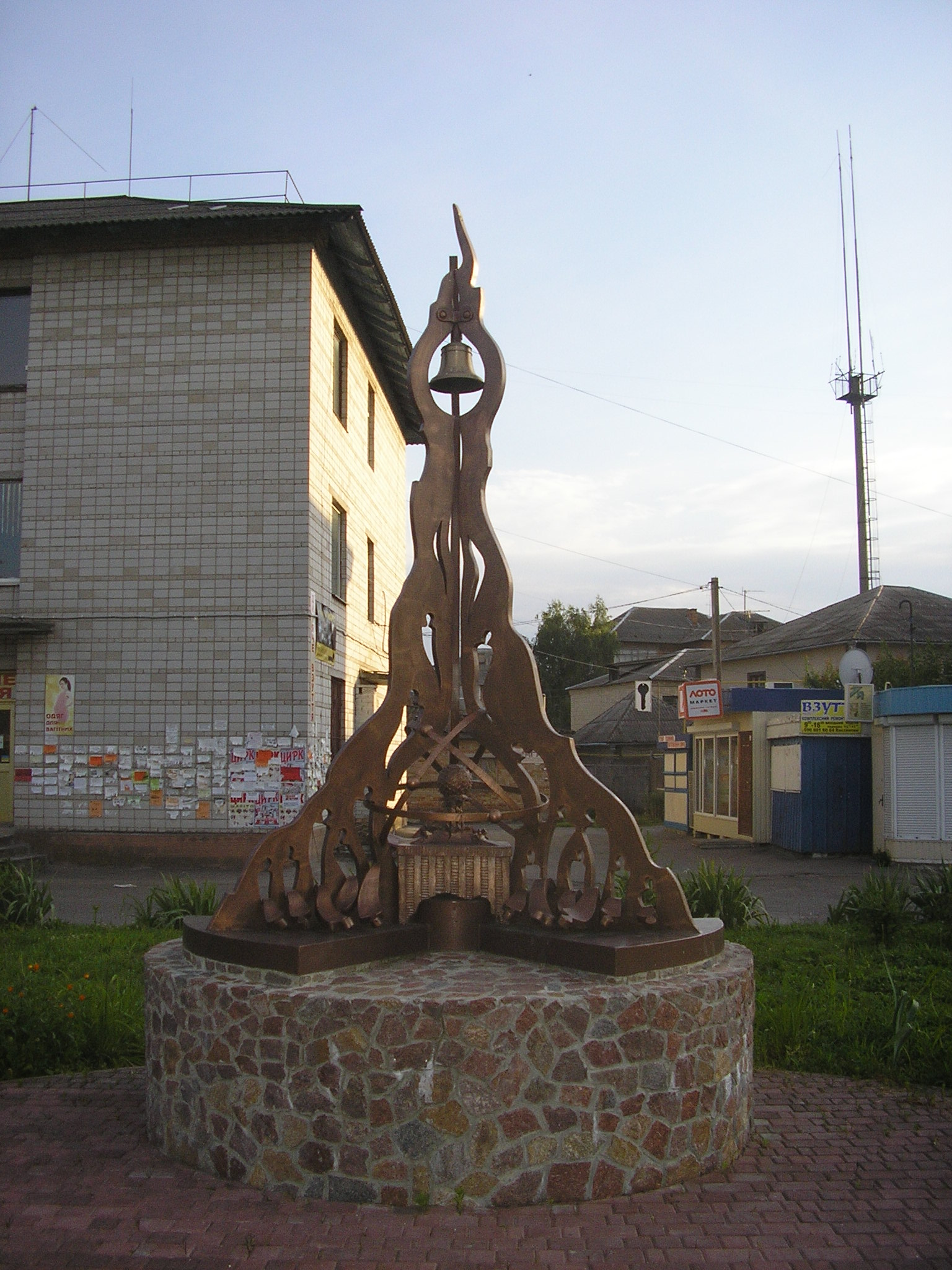
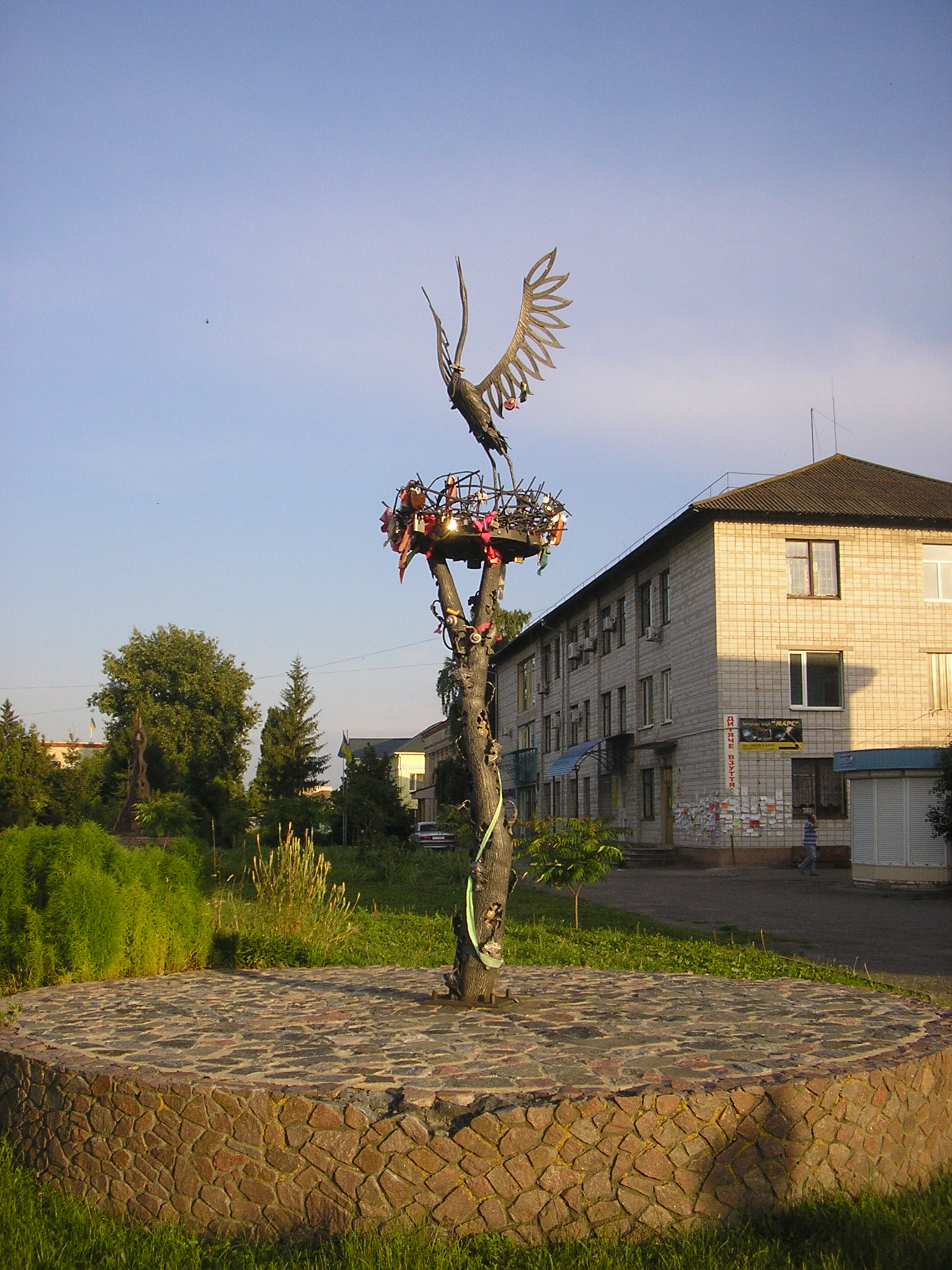
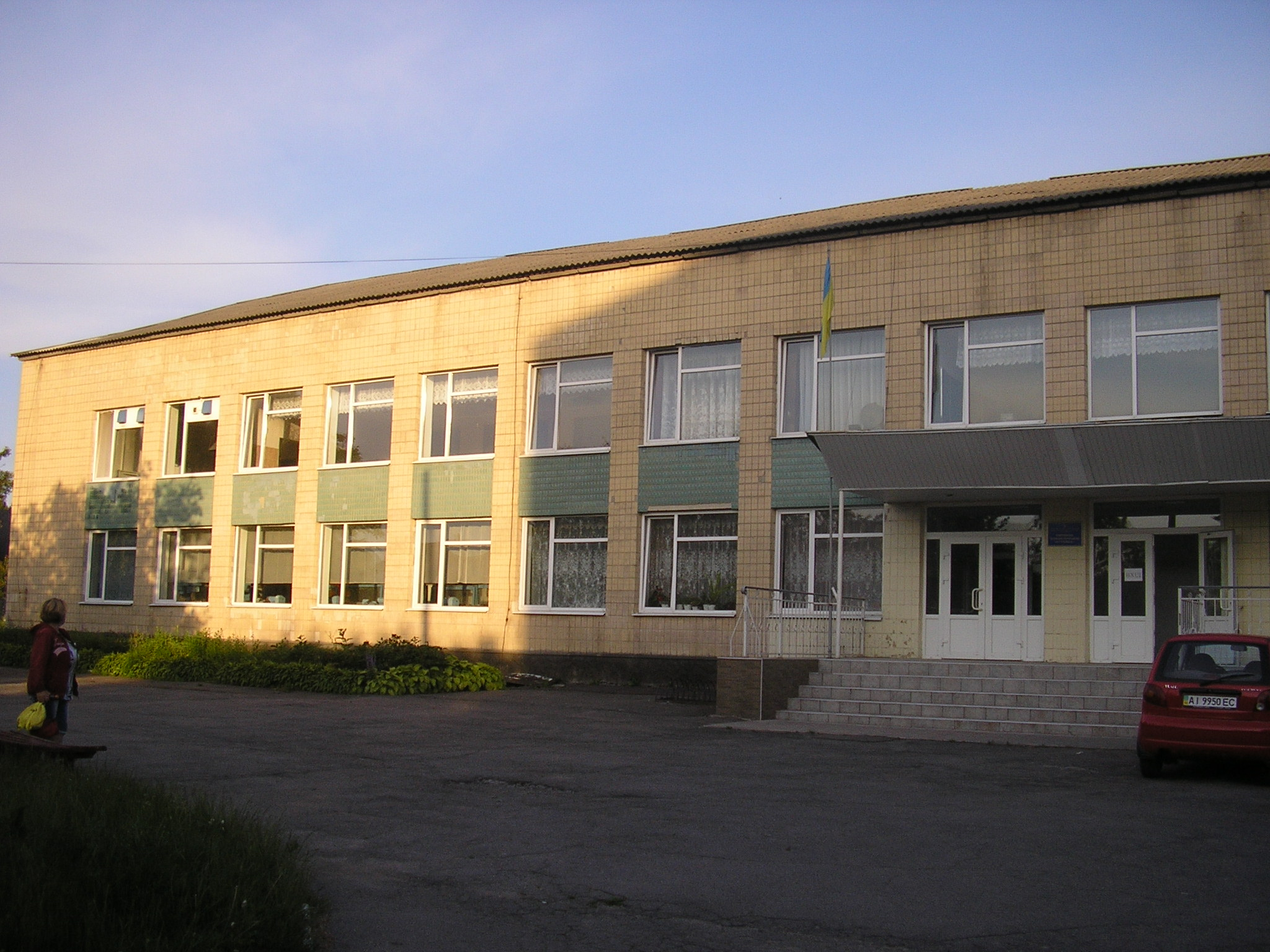
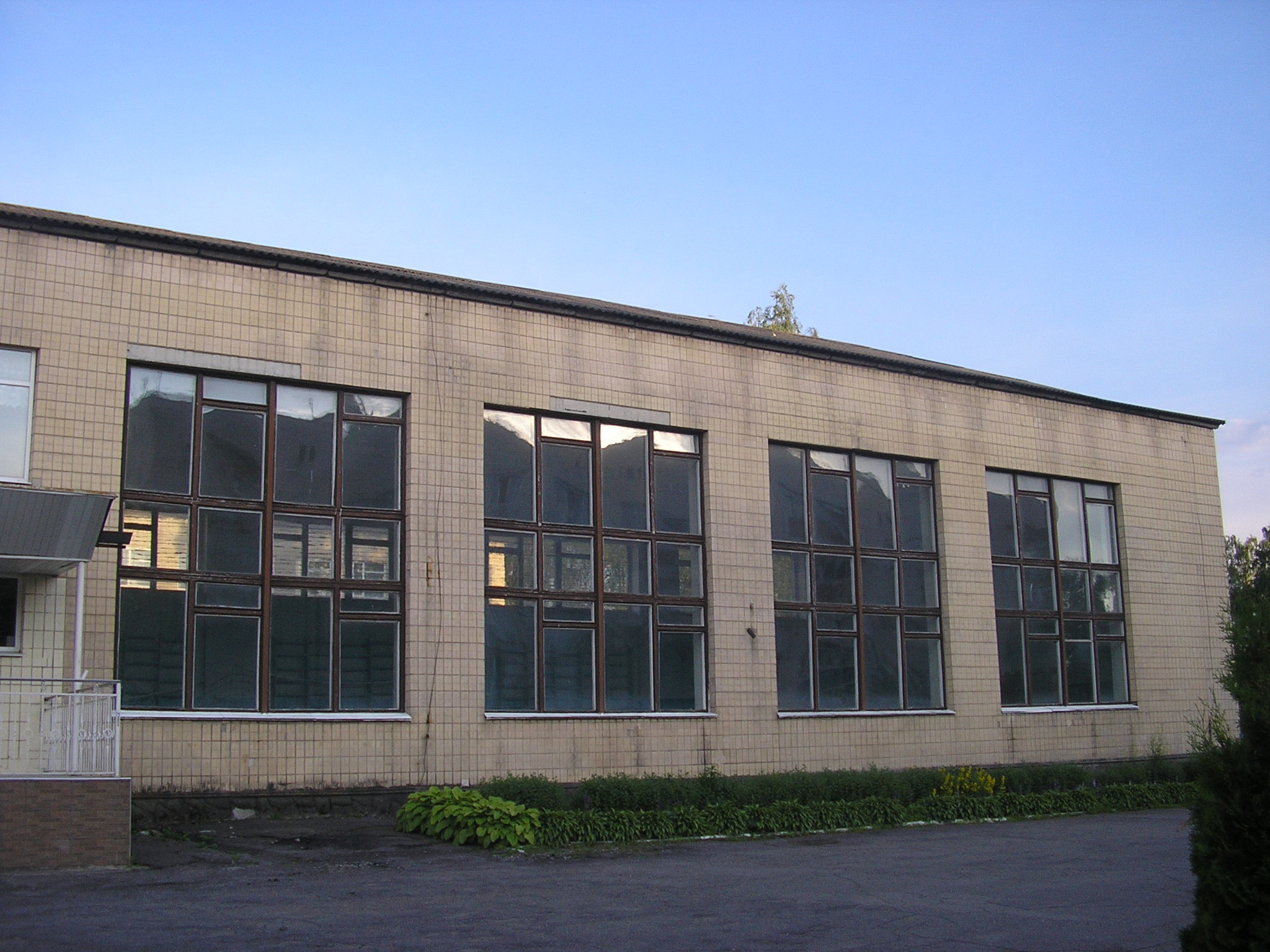
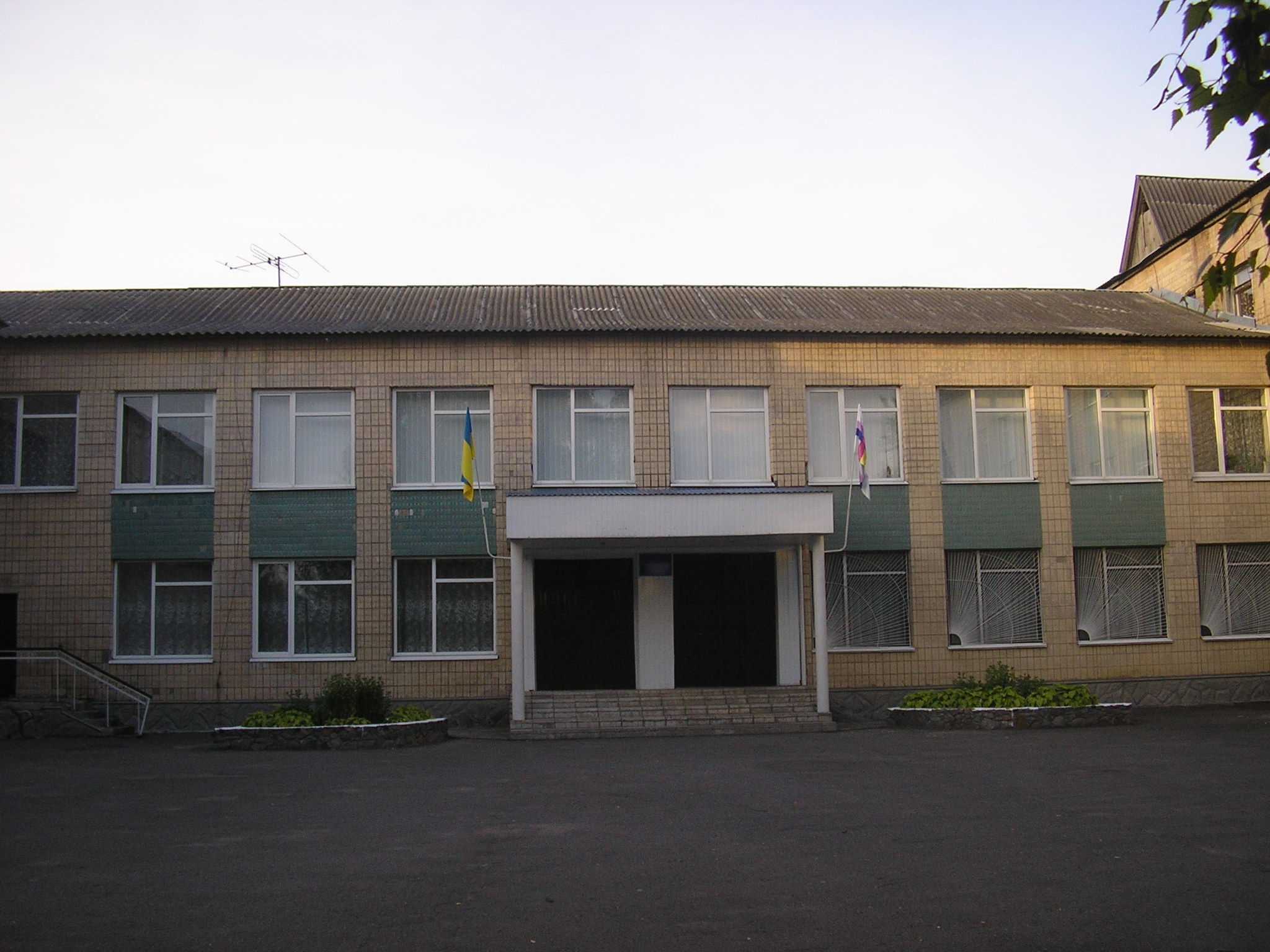
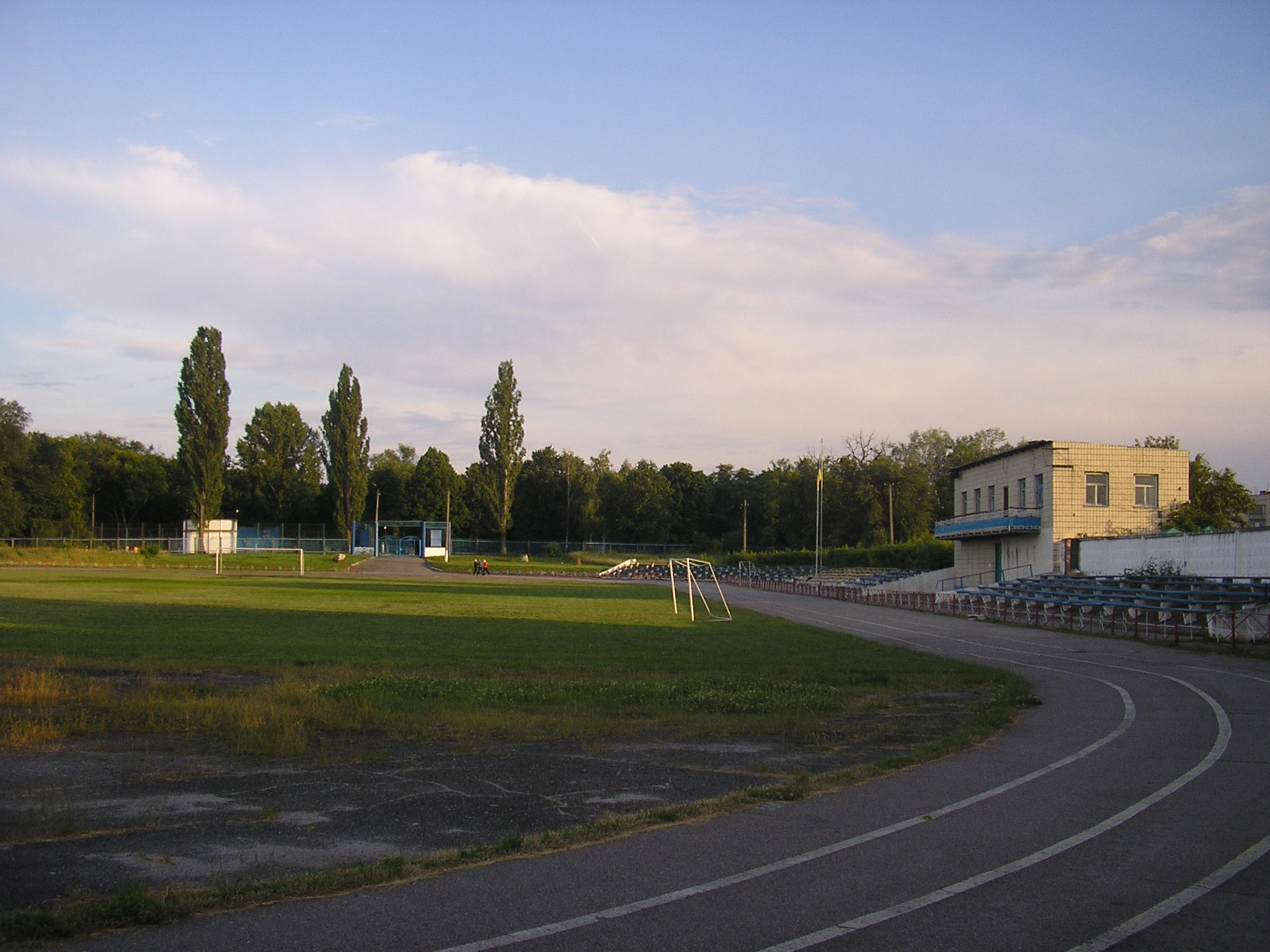